# Liste von Söhnen und Töchtern von Mexiko-Stadt
Dies ist eine Liste bekannter Persönlichkeiten, die in der mexikanischen Stadt Mexiko geboren wurden. Ob sie im Weiteren in Mexiko gewirkt haben, ist ohne Belang. Die Liste erhebt keinen Anspruch auf Vollständigkeit.

## 15. bis 18. Jahrhundert

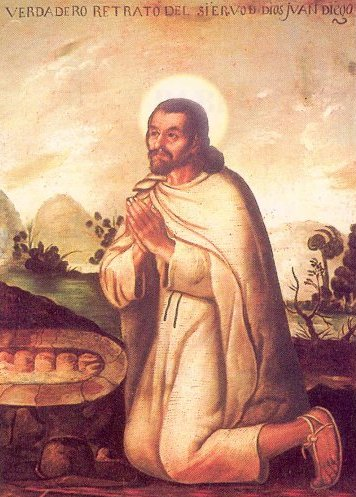
Juan Diego
(* um 1474; † 1548)

- Chimalpopoca (≈1404–1427), aztekischer Herrscher von Tenochtitlan
- Juan Diego (* um 1474; † 1548), Mystiker; Heiliger der römisch-katholischen Kirche
- Tecuichpoch (≈1510–1551), Tochter Moctezumas II., des drittletzten Herrschers von Tenochtitlan
- Cristóbal de la Cerda y Sotomayor (≈1585–1638), spanischer Jurist und Gouverneur von Chile
- Carlos de Sigüenza y Góngora (1645–1700), Universalgelehrter
- Cristóbal de Villalpando (1649–1714), neuspanischer Maler
- Juan Rodríguez Juárez (1675–1728), Barockmaler
- Manuel de Sumaya (1680–1755), Komponist
- Leona Vicario (1789–1842), Nationalheldin
- Manuel de la Peña y Peña (1789–1850), Jurist und Präsident von Mexiko
- Mariano Paredes y Arrillaga (1797–1849), Militär und interimistischer Präsident von Mexiko

## 19. Jahrhundert

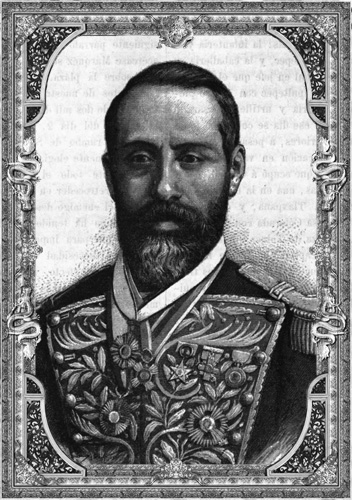
Leonardo Márquez
(1820–1913)

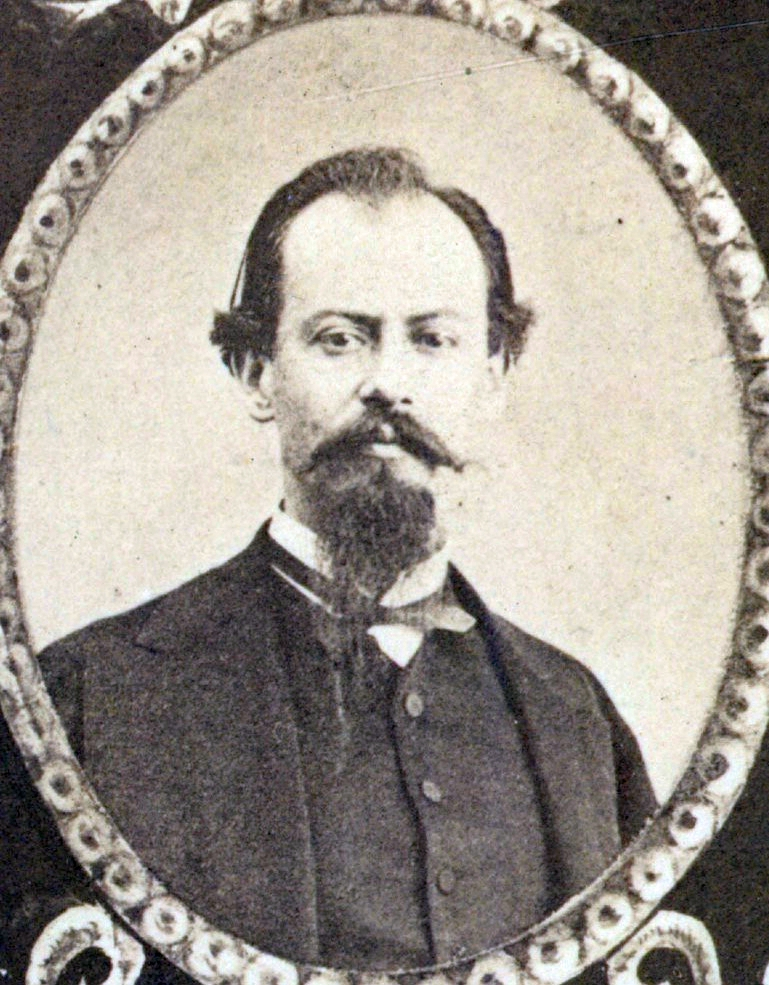
Miguel Miramón
(1832–1867)

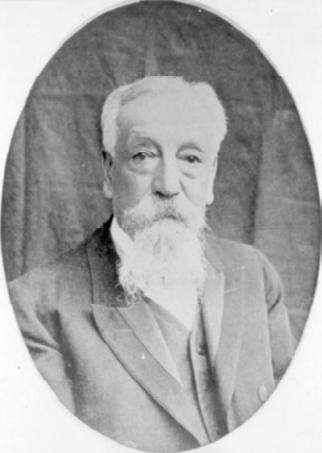
Joaquín Eguía Lis
(1833–1917)

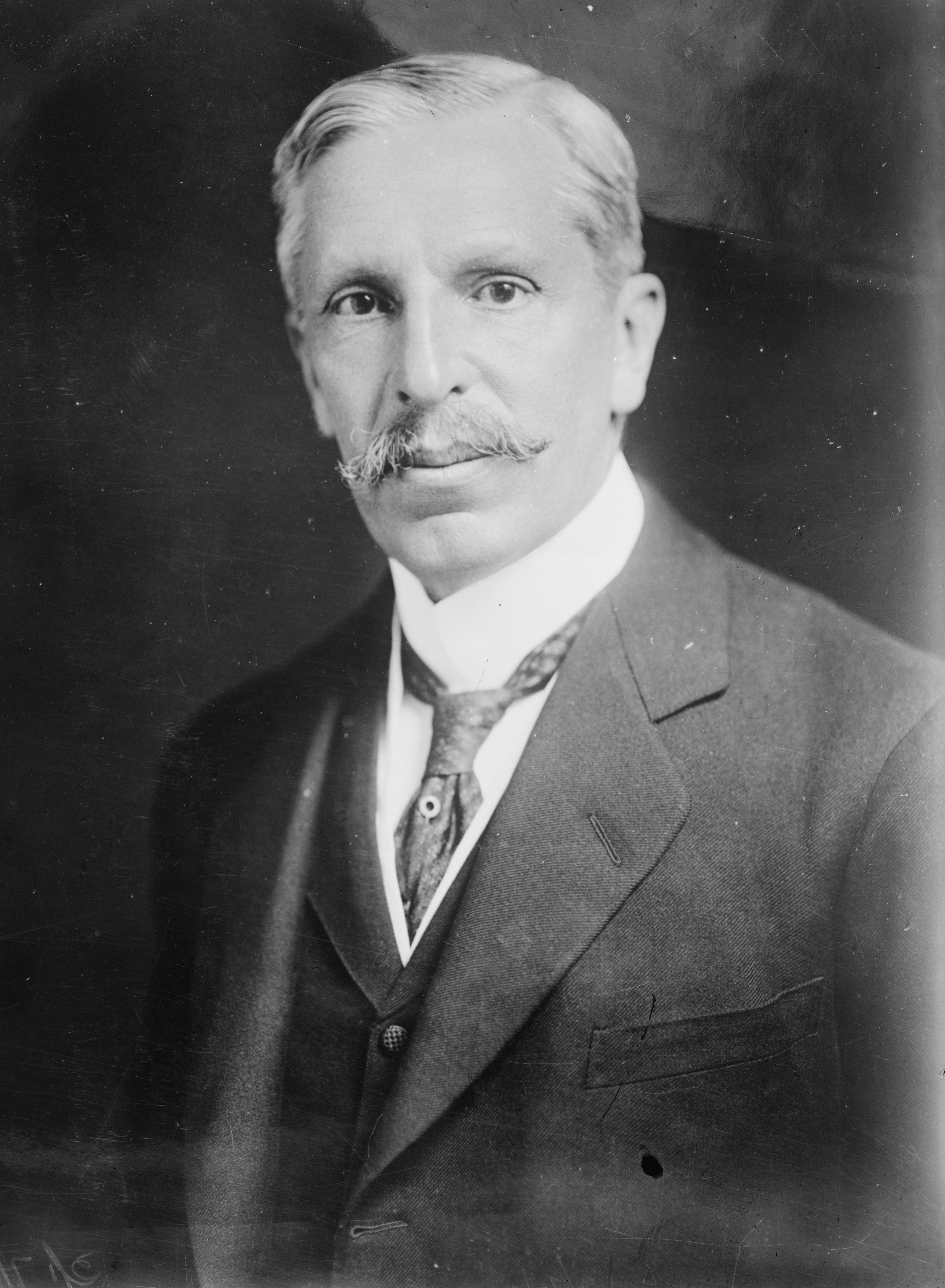
Pedro Lascuráin Paredes
(1856–1952)

### 1801–1870
- Manuel María Lombardini (1802–1853), Präsident von Mexiko
- Manuel Payno (1810–1894), Schriftsteller und Diplomat
- Felipe Larios (1813 oder 1817–1886), Musiker, Musikpädagoge, Dirigent und Komponist
- Luis Gonzaga Inclán (1816–1875), Schriftsteller[1]
- Joaquín Beristáin (1817–1839), Komponist, Dirigent und Cellist
- Leonardo Márquez (1820–1913), General und Botschafter
- José María Iglesias (1823–1891), Jurist und Politiker
- Tomás León (1826–1893), Komponist
- Manuel Romero Rubio (1828–1895), Politiker
- Santiago Rebull Gordillo (1829–1902), Maler
- José Salomé Pina (1830–1909), Maler
- Eugène Goupil (1831–1896), französisch-mexikanischer Philanthrop und Sammler
- Miguel Miramón (1832–1867), General
- Joaquín Eguía Lis (1833–1917), Jurist
- Francisco Montes de Oca y Saucedo (1837–1885), Politiker und Mediziner
- Melesio Morales (1838–1908), Komponist
- José María de Jesús Portugal y Serratos (1838–1912), römisch-katholischer Bischof von Aguascalientes
- Julio Ituarte (1845–1905), Komponist und Pianist
- Pedro Lascuráin Paredes (1856–1952), Politiker und mit einer Amtszeit von unter einer Stunde sowohl in Mexiko als auch weltweit der am kürzesten amtierende Staatspräsident
- Matilde Montoya (1859–1938), Medizinerin
- Heinrich Zoelly (1862–1937), mexikanisch-schweizerischer Ingenieur
- Gustavo E. Campa (1863–1934), Komponist
- Juan Hernández Acevedo (1863–1894), Flötist und Komponist
- Agustín de Iturbide y Green (1863–1925), Enkel des mexikanischen Kaisers Agustín de Iturbide
- Federico Claussen (1865–1940), deutscher Ingenieur und Politiker
- Leandro Izaguirre (1867–1941), Maler und Illustrator

### 1871–1900

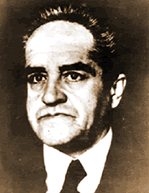
Antonio Caso
(1883–1946)

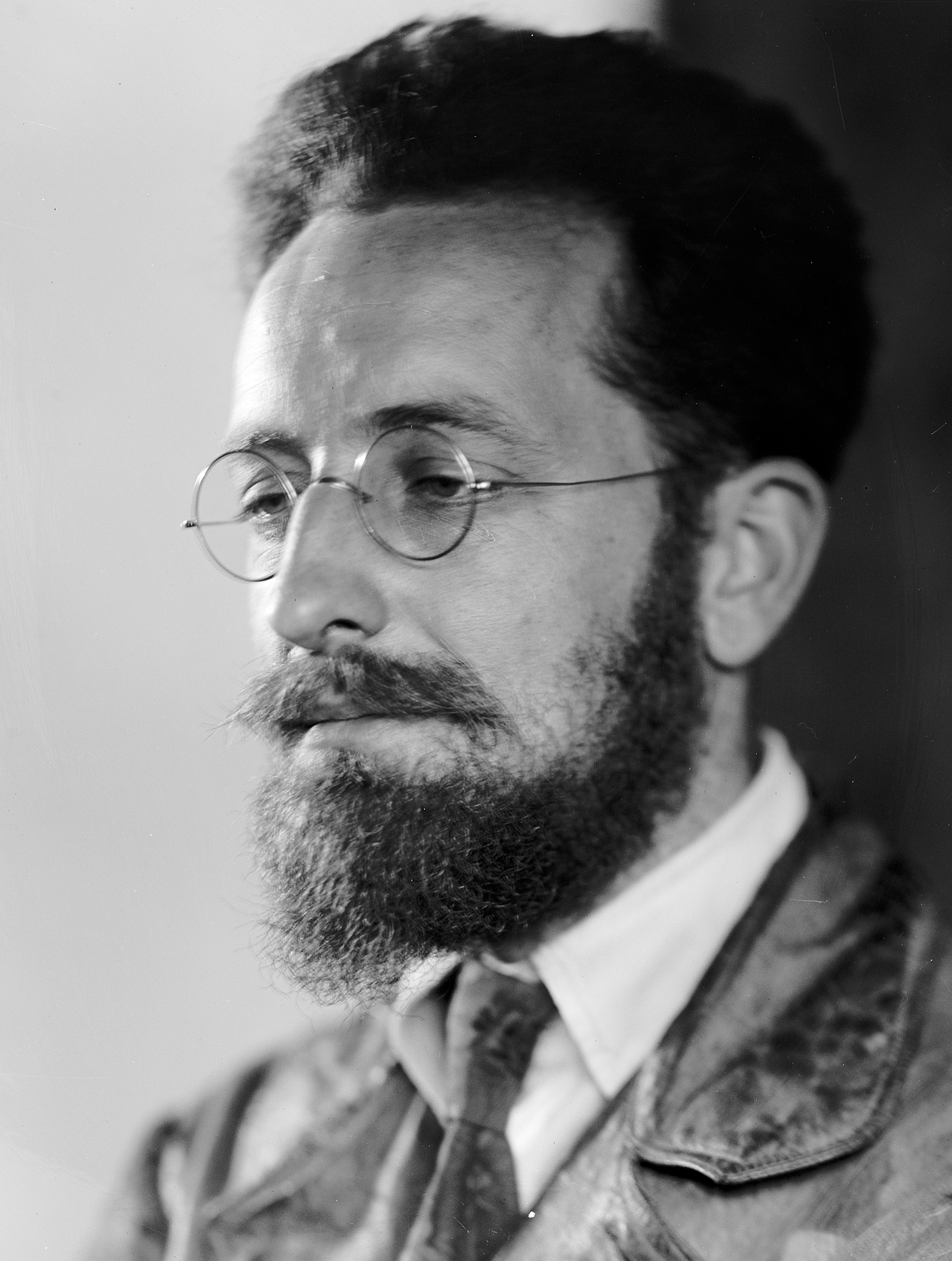
Charles Seeger
(1886–1979)

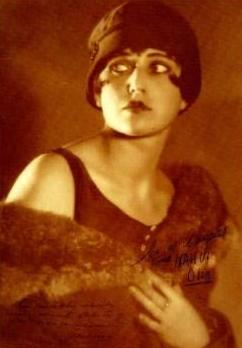
Carmen Mondragón
(1893–1978)

- José Juan Tablada (1871–1945), Poet, Essayist und Journalist
- Rafael J. Tello (1872–1961), Komponist
- Agustín Víctor Casasola (1874–1938), Fotograf und Inhaber einer der weltweit ersten Bildagenturen
- Fernando Ocaranza Carmona (1876–1965), Mediziner
- Eduardo Hay (1877–1941), General, Diplomat und Politiker
- Alfonso Pruneda García (1879–1957), Mediziner
- Enrique O. Aragón (1880–1942), Mediziner und Philosoph
- Antonio Caso (1883–1946), Anwalt, Philosoph und Schriftsteller
- Genaro Fernández MacGregor (1883–1959), Jurist
- Germán Gutiérrez Cueto (1883–1975), Bildhauer und Maler
- Charles Seeger (1886–1979), US-amerikanischer Musikwissenschaftler und Komponist
- Manuel Toussaint y Ritter (1890–1955), Kunsthistoriker und Autor
- Adolfo Best Maugard (1891–1964), Maler und Filmregisseur
- Manuel Rodríguez Lozano (1891–1971), Maler
- Ramón Alva de la Canal (1892–1985), Künstler
- Antonio M. Ruiz (1892–1964), Maler und Bühnenbildner
- Mimí Derba (1893–1953), Schauspielerin, Regisseurin, Produzentin und Drehbuchautorin
- Carmen Mondragón (1893–1978), Modell, Malerin und Dichterin
- Alfonso Caso y Andrade (1896–1970), Archäologe
- Rafael Garza Gutiérrez (1896–1974), Fußballtrainer und -spieler
- Agustín Lazo Adalid (1896–1971), Maler, Kostümbildner und Dramaturg
- Fernando Leal (1896–1964), Maler und Bildhauer
- Carlos Obregón Santacilia (1896–1961), Architekt
- Luis Enrique Erro (1897–1955), Politiker und Astronom
- Agustín Lara (1897–1970), Komponist und Sänger
- Alfredo Luis Miranda (1897–1978), US-amerikanischer Autorennfahrer
- Luis Garrido Díaz (1898–1973), Jurist und Philosoph
- Samuel Ramírez Moreno (1898–1951), Mediziner
- Juan Segura (1898–1989), Architekt
- Santos Balmori Picazo (1899–1992), Maler
- Carlos Chávez Ramírez (1899–1978), Komponist und Musikpädagoge
- Francisco J. Serrano (1900–1982), Bauingenieur und Architekt

## 20. Jahrhundert

### 1901–1910

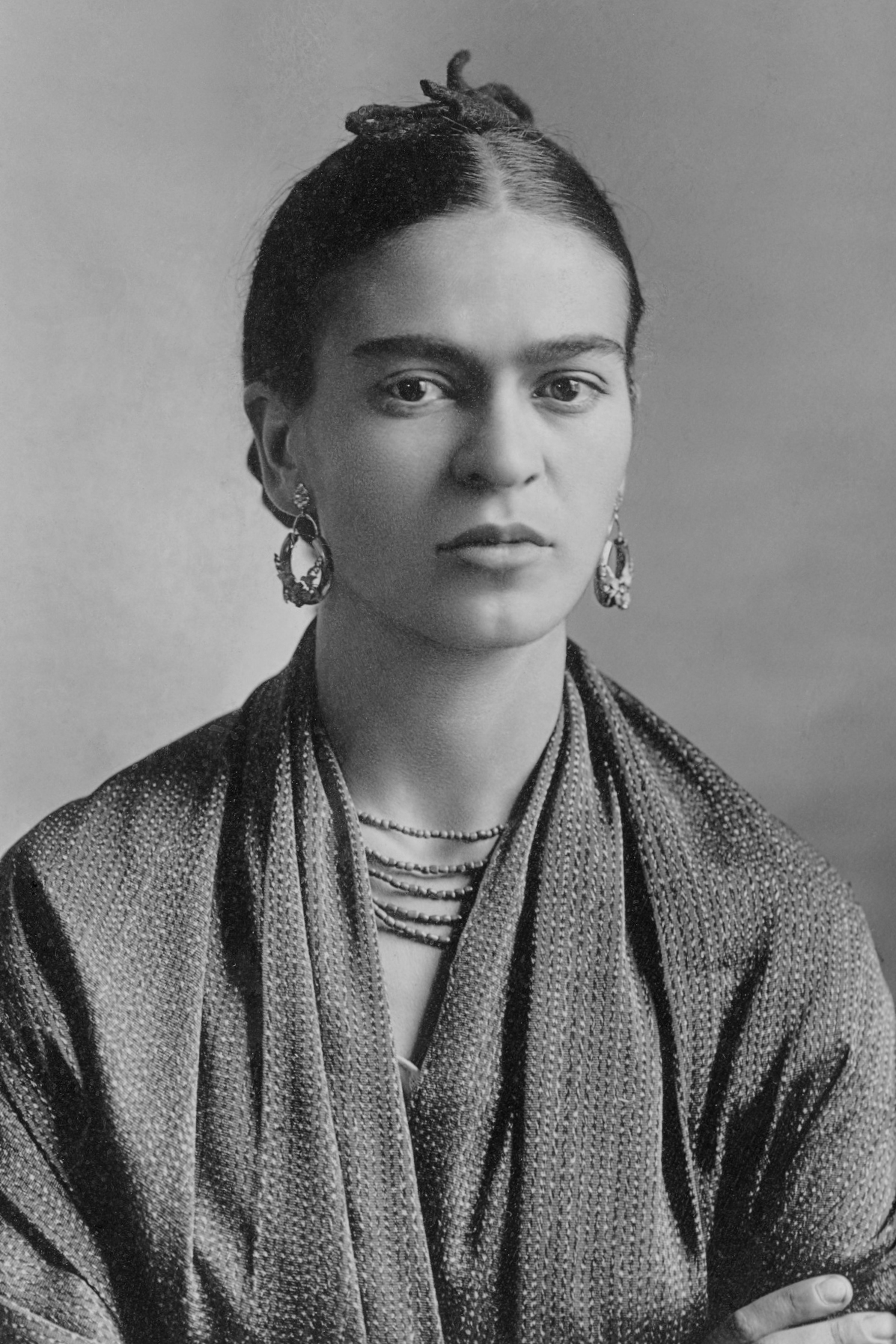
Frida Kahlo
(1907–1954)

- Mario de la Cueva (1901–1981), Jurist und Philosoph
- José Villagrán García (1901–1982), Architekt
- Émile Aillaud (1902–1988), französischer Architekt
- José Aguilar Álvarez (1902–1959), Mediziner
- Manuel Álvarez Bravo (1902–2002), Fotograf
- Alfonso de Elías (1902–1984), Komponist
- Leopoldo Méndez (1902–1969), Grafiker und Maler
- Jaime Torres Bodet (1902–1974), Politiker
- Xavier Villaurrutia (1903–1950), Schriftsteller, Dichter und Dramatiker
- Miguel Covarrubias (1904–1957), Maler, Karikaturist, Ethnologe und Kunsthistoriker
- Justino Fernández García (1904–1972), Kunsthistoriker und -kritiker
- Salvador Novo (1904–1974), Schriftsteller
- Helia Bravo Hollis (1905–2001), Botanikerin
- Federico Canessi (1905–1977), Bildhauer
- Julio Castellanos (1905–1947), Maler und Grafiker
- Juan O’Gorman (1905–1982), Maler und Architekt
- Miguel Zacarías (1905–2006), Filmregisseur, Produzent und Drehbuchautor
- Edward Carrere (1906–1984), Szenenbildner
- Pedro Galindo (1906–1989), Sänger, Komponist, Schauspieler und Filmproduzent
- Joseph MacDonald (1906–1968), US-amerikanischer Kameramann
- Luis Ortiz Monasterio (1906–1990), Bildhauer
- Gabriel Figueroa (1907–1997), Kameramann
- Frida Kahlo (1907–1954), Malerin
- Felipe Rosas (1907–1986), Fußballspieler
- Alfredo Núñez de Borbón (1908–1979), Geiger und Komponist
- Fidel Ortíz (1908–1975), Boxer
- Cordelia Urueta (1908–1995), Malerin
- Enrique Yáñez (1908–1990), Architekt
- Juan Carreño (1909–1940), Fußballspieler
- Antonio Carrillo Flores (1909–1986), Politiker
- Fernando Gamboa (1909–1990), Maler und Museograph
- Luis Alcaraz (1910–1963), Komponist, Pianist und Sänger

### 1911–1920

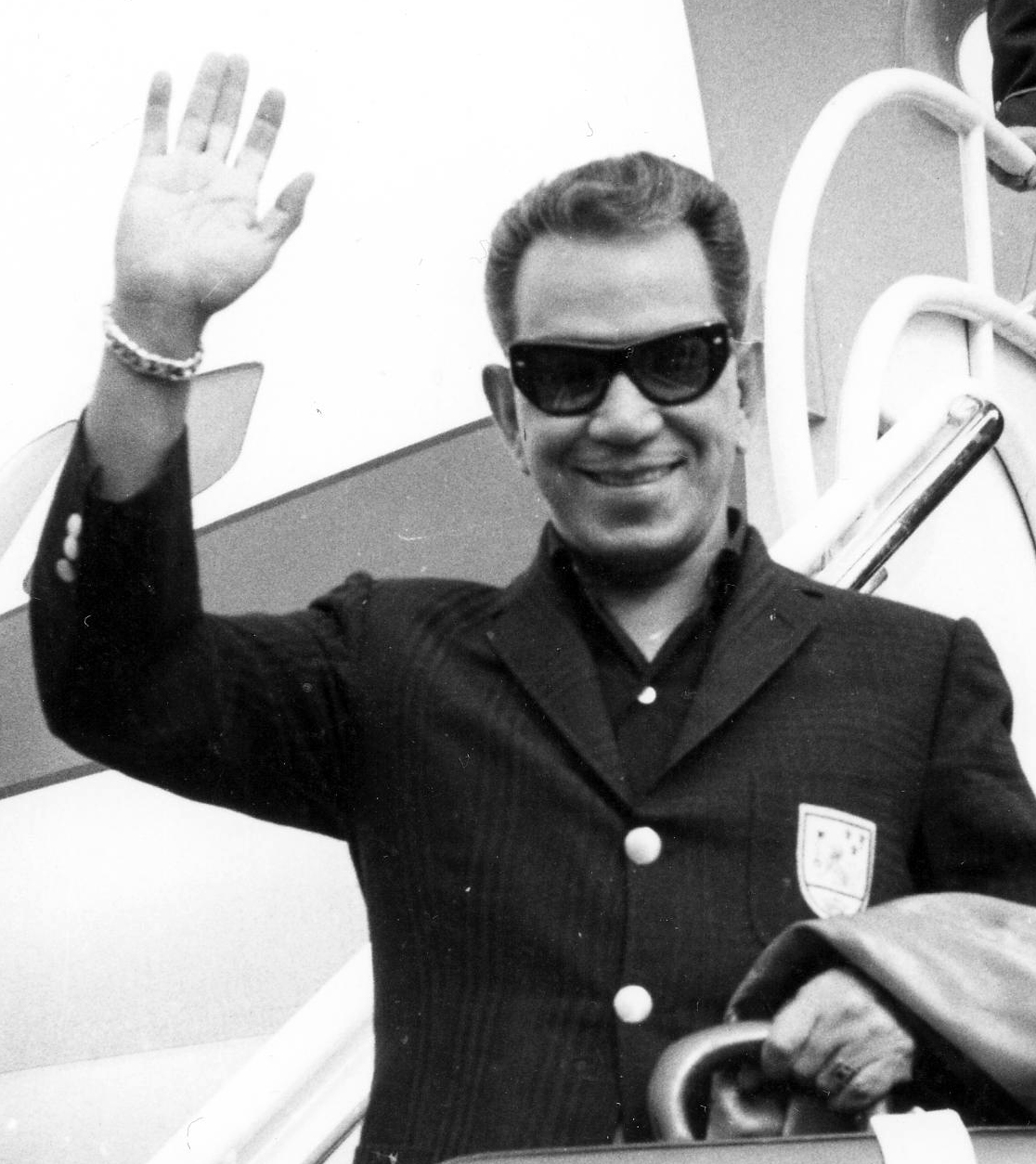
Cantinflas
(1911–1993)

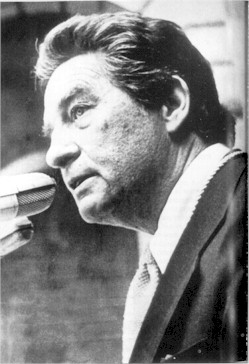
Octavio Paz
(1914–1998)

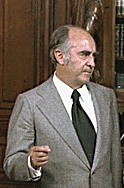
José López Portillo
(1920–2004)

#### 1911–1915
- Ángel Bracho (1911–2005), Grafiker
- Cantinflas (1911–1993), Schauspieler, Sänger, Komiker und Produzent
- Nabor Carrillo Flores (1911–1967), Physiker
- Francisco Dosamantes (1911–1986), Künstler
- Manuel Esperón (1911–2011), Filmkomponist
- Mario Pani Darqui (1911–1993), Architekt
- Leopoldo Zea Aguilar (1912–2004), Philosoph
- Pedro Armendáriz (1912–1963), Schauspieler
- Fernando Benítez (1912–2000), Schriftsteller, Anthropologe und Historiker
- Francisco Cabañas (1912–2002), Boxer
- Raymond Carhart (1912–1975), Mediziner
- Manuel del Campo (1913–1969), Filmeditor
- Guillermo Haro (1913–1988), Astronom
- Raúl Lavista (1913–1980), Komponist und Dirigent
- Luz María Villarreal de Puga (1913–2013), Botanikerin und Pädagogin
- Gregorio Walerstein (1913–2002), Filmproduzent und Drehbuchautor
- Genaro Alamilla Arteaga (1914–2004), römisch-katholischer Bischof von Papantla
- Enrique Carral Icaza (1914–1976), Architekt
- Octavio Paz (1914–1998), Schriftsteller und Diplomat
- Elvira Ríos (1914–1987), Schauspielerin
- Carlos Riquelme (1914–1990), Schauspieler
- Javier Barros Sierra (1915–1971), Ingenieur, Politiker und Autor
- Gunther Gerzso Wendland (1915–2000), Maler, Szenen- und Kostümbildner
- Germán Valdés (1915–1973), Schauspieler

#### 1916–1920
- Luis Herrera de la Fuente (1916–2014), Dirigent, Violinist und Komponist
- Juan Sordo Madaleno (1916–1985), Architekt
- Jorge Martínez Martínez (1917–1994), römisch-katholischer Bischof in Mexiko-Stadt
- Guillermo Meza Álvarez (1917–1997), Maler
- Abel Salazar (1917–1995), Schauspieler, Filmregisseur und Filmproduzent
- Horacio Casarín (1918–2005), Fußballspieler
- Víctor Manuel Piñal (* 1918), Fußballspieler
- Avelina Landín (1919–1991), Sängerin
- Pedro Ramírez Vázquez (1919–2013), Architekt und Designer
- Esperanza Baur (1920–1961), Schauspielerin, die zweite Ehefrau des Schauspielers John Wayne
- José López Portillo (1920–2004), Politiker und Präsident Mexikos von 1976 bis 1982
- Ricardo Montalbán (1920–2009), Filmschauspieler
- Salvador Ortega Flores (1920–1972), Architekt
- Alejandro Quiroz (1920–2022), Moderner Fünfkämpfer

### 1921–1930

#### 1921–1925

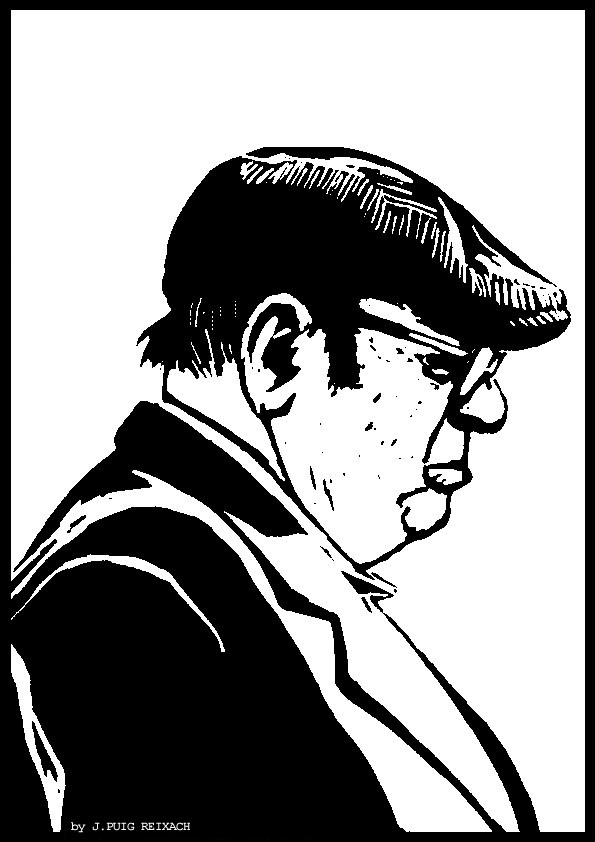
Samuel Ruiz García
(1924–2011)

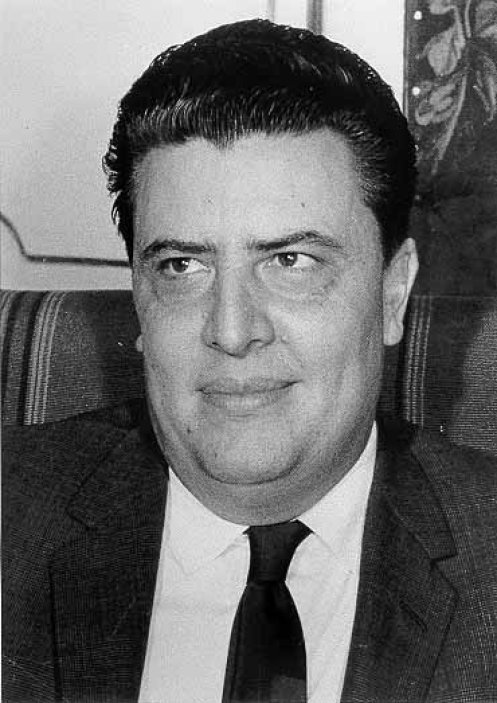
José Barroso Chávez
(1925–2008)

- Celia Calderón de la Barca (1921–1969), Malerin
- María Luisa Landín (1921–2014), Sängerin
- Jorge Castañeda y Álvarez de la Rosa (1921–1997), Außenminister (1979–1982)
- Bernardo Calderón Cabrera (1922–2003), Architekt
- Mireya Cueto (1922–2013), Puppenspielerin, Schriftstellerin und Dramaturgin
- Luis Echeverría Álvarez (1922–2022), Politiker und Präsident Mexikos von 1970 bis 1976
- Walter H. Hitzig (1922–2012), Schweizer Kinderarzt und Transplantationsmediziner
- Braulio Sánchez Fuentes (1922–2003), römisch-katholischer Bischof, Prälat von Mixes
- Héctor Velázquez Moreno (1922–2006), Architekt
- Walter Back (1923–2018), Maler, Grafiker und Zeichner
- Alberto Beltrán (1923–2002), Grafiker und Illustrator
- Agustín Landa Verdugo (1923–2009), Architekt
- Nicolás Moreno (1923–2012), Grafiker und Landschaftsmaler
- Jorge Romo (1923–2014), Fußballspieler
- Federico Silva (1923–2022), Maler und Bildhauer
- Carlos Talavera Ramírez (1923–2006), römisch-katholischer Bischof von Coatzacoalcos
- Agustín Hernández Navarro (1924–2022), Architekt und Bildhauer
- Josefina Lavalle (1924–2009), Balletttänzerin und Choreografin
- Rafael Mijares Alcérreca (1924–2015), Architekt und Maler
- Angélica Ortiz (1924–1996), Filmproduzentin und Drehbuchautorin
- Samuel Ruiz García (1924–2011), römisch-katholischer Bischof und Friedensaktivist
- Víctor Manzanilla Schaffer (1924–2019), Jurist, Soziologe, Hochschullehrer, Diplomat und Politiker
- José Barroso Chávez (1925–2008), Geschäftsmann
- Rosario Castellanos (1925–1974), Dichterin und Schriftstellerin
- José Pablo Rovalo Azcué (1925–1999), römisch-katholischer Bischof von Zacatecas
- Theodore B. Taylor (1925–2004), US-amerikanischer Physiker

#### 1926–1930

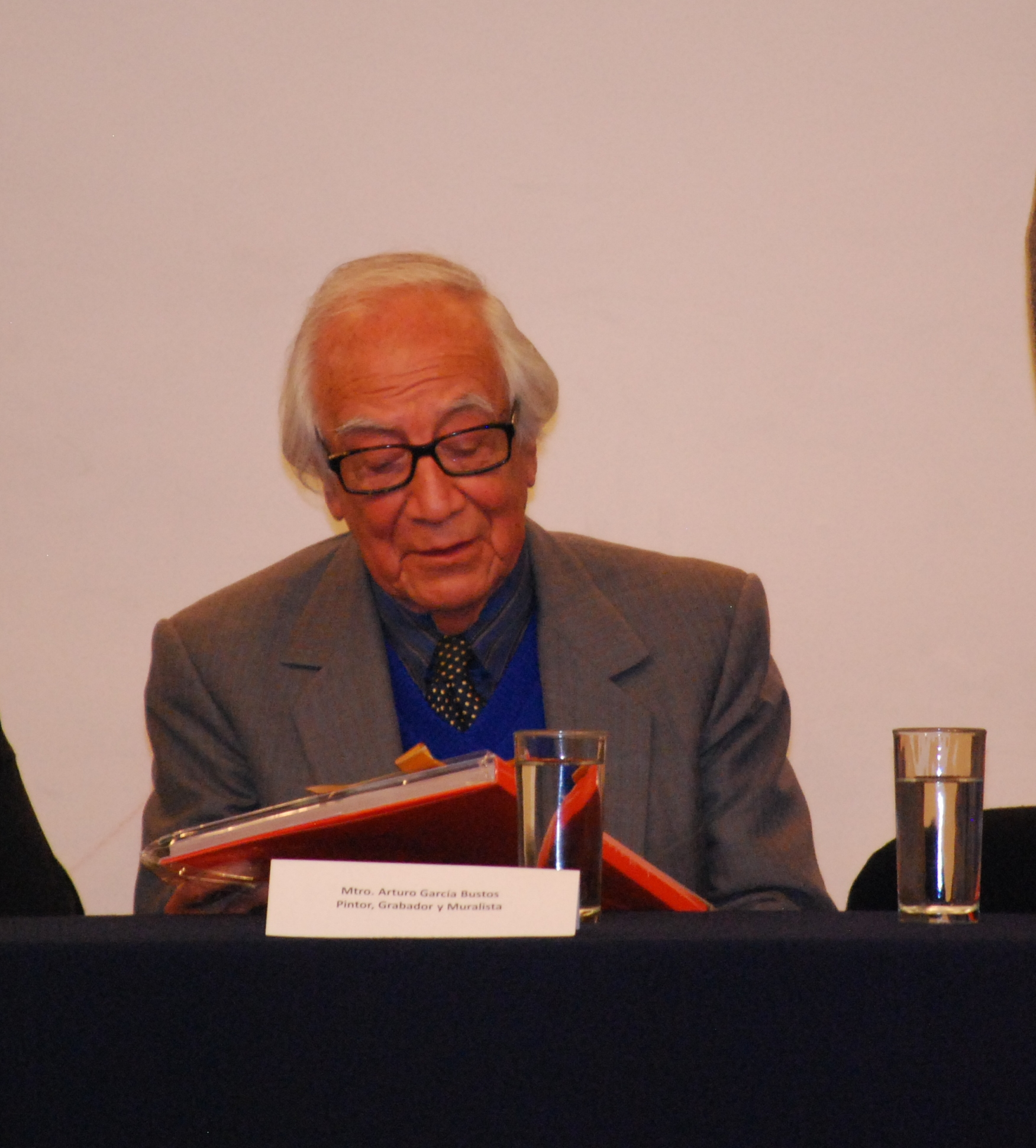
Arturo García Bustos
(1926–2017)

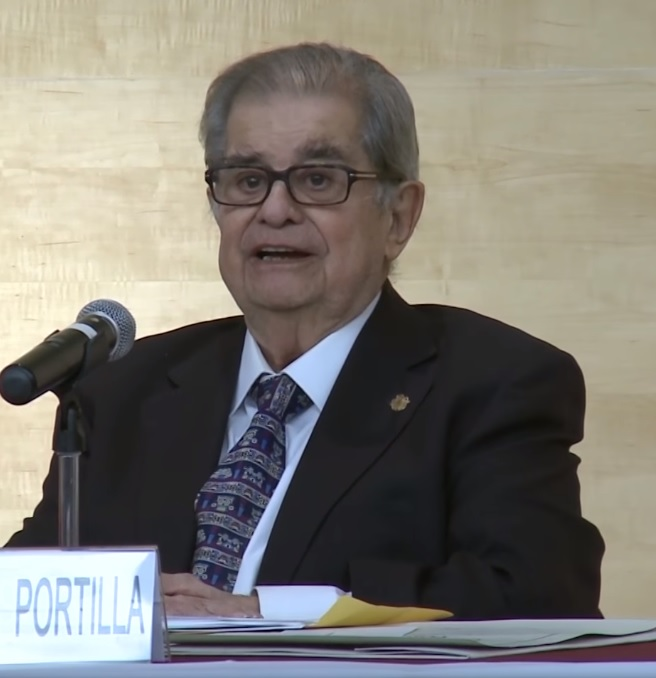
Miguel León-Portilla
(1926–2019)

- Arturo García Bustos (1926–2017), Maler
- Teodoro González de León (1926–2016), Architekt
- Miguel León-Portilla (1926–2019), Anthropologe und Historiker
- Emilio Mújica Montoya (1926–2011), Wirtschaftswissenschaftler, Regierungsbeamter und Politiker
- Julio Scherer García (1926–2015), Journalist und Verleger
- Víctor Yturbe (1926–1987), Sänger
- Sergio Bravo (1927–1997), Fußballspieler
- Claudio Brook (1927–1995), Schauspieler
- Carlos Jurado (1927–2019), Künstler
- Gabino Rodríguez (1927–1998), Radrennfahrer
- Beatriz Barba (1928–2021), Anthropologin und Archäologin
- Joaquín Capilla (1928–2010), Wasserspringer
- Raúl Cárdenas de la Vega (1928–2016), Fußballspieler und -trainer
- Jaime Ortiz Monasterio (1928–2001), Architekt
- Jacobo Zabludovsky (1928–2015), mexikanischer Journalist polnischer Herkunft
- Roberto Gómez Bolaños (1929–2014), Schauspieler, Drehbuchautor, Liedermacher und Regisseur
- Antonio Carbajal (1929–2023), Fußballspieler
- Beatriz de la Fuente (1929–2005), Kunsthistorikerin und -kritikerin
- Ángela Gurría (1929–2023), Bildhauerin
- Hermenegildo Ramírez Sánchez (1929–2022), römisch-katholischer Ordensgeistlicher, Prälat von Huautla
- José Luis Calderón Cabrera (1930–2004), Architekt
- Manuel Cañibe (* 1930), Fußballspieler
- Margo Glantz (* 1930), Schriftstellerin, Essayistin und Wissenschaftlerin
- Carlos Mijares Bracho (1930–2015), Architekt
- Mario Orozco Rivera (1930–1998), Maler

### 1931–1940

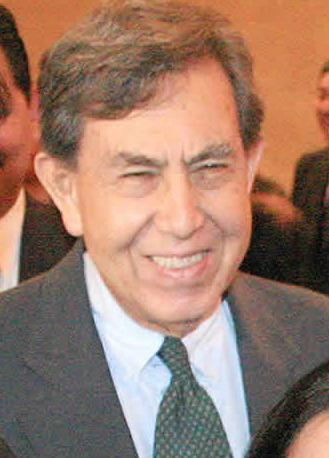
Cuauhtémoc Cárdenas Solórzano
(* 1934)

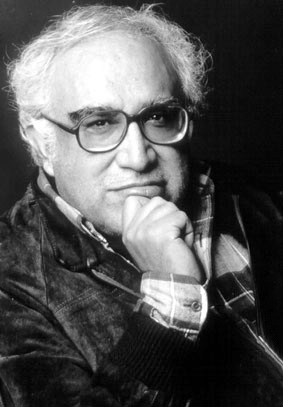
Carlos Monsiváis
(1938–2010)

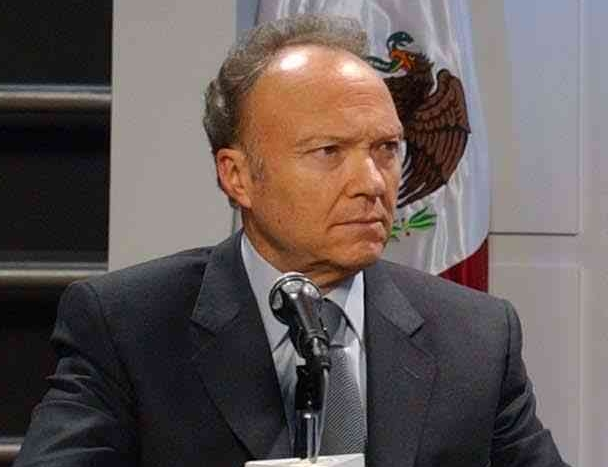
Alejandro Gertz Manero
(* 1939)

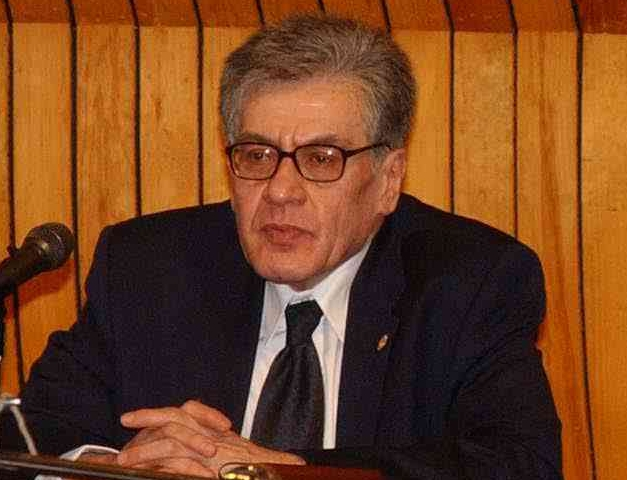
José Emilio Pacheco
(1939–2014)

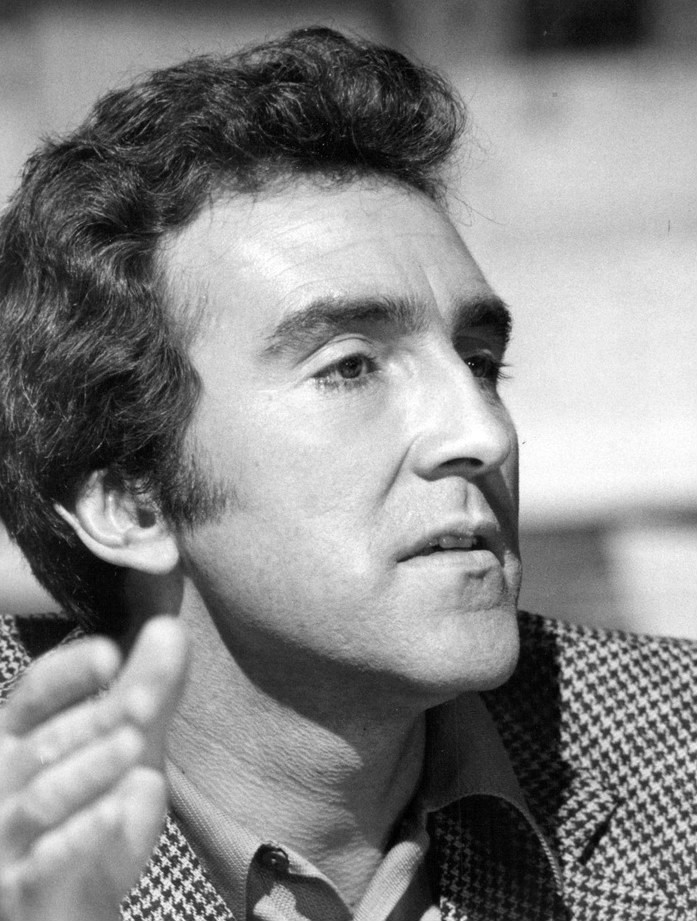
Pedro Armendáriz junior
(1940–2011)

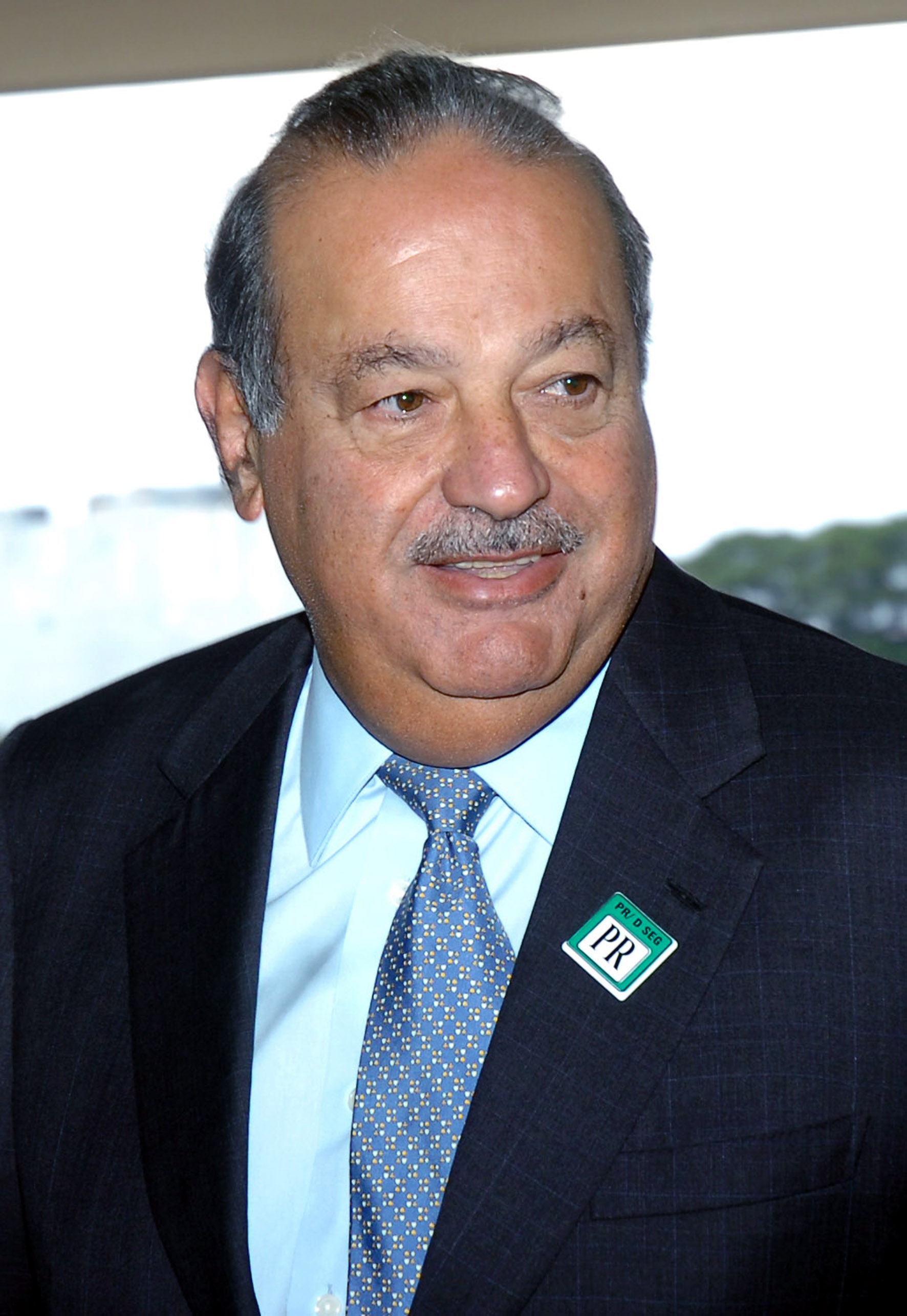
Carlos Slim Helú
(* 1940)

#### 1931–1935
- Gilberto Aceves Navarro (1931–2019), Maler
- Ricardo Legorreta (1931–2011), Architekt
- Alfonso Arau (* 1932), Schauspieler, Produzent und Regisseur
- Salvador Elizondo (1932–2006), Schriftsteller und Kritiker
- Miguel Mancera (* 1932), Ökonom
- Leonardo Nierman (1932–2023), Maler und Bildhauer
- Jaime Ortiz Lajous (1932–2017), Architekt
- Jorge Lavat (1933–2011), Schauspieler und Synchronsprecher
- Rafael Llano Cifuentes (1933–2017), römisch-katholischer Bischof in Brasilien
- Mario Moya Palencia (1933–2006), Diplomat und Politiker
- Cuauhtémoc Cárdenas Solórzano (* 1934), Politiker
- Andrés Casillas de Alba (* 1934), Architekt
- María del Carmen Gloria Contreras Roeniger (1934–2015), Tänzerin und Choreografin
- José Luis Cuevas (1934–2017), Maler, Grafiker und Bildhauer
- Helen Escobedo (1934–2010), Bildhauerin und Installationskünstlerin
- Enrique Metinides (1934–2022), Fotograf
- Alfonso Portugal (1934–2016), Fußballspieler
- Renate Zoepffel (1934–2024), deutsche Althistorikerin
- Óscar Chávez (1935–2020), Schauspieler und Sänger
- Jorge Mester (* 1935), Dirigent und Musikpädagoge
- Fernando del Paso (1935–2018), Schriftsteller und Dichter
- Yola Ramírez (1935–2025), Tennisspielerin
- Moisés Solana (1935–1969), Autorennfahrer
- José Ticul Álvarez Solórzano (1935–2001), Wirbeltierzoologe
- Javier Taboada (* 1935), Radrennfahrer

#### 1936–1940
- Francisco Corzas Chávez (1936–1983), Maler und Lithograf
- Juan José Díaz Infante Núñez (1936–2012), Architekt und Industriedesigner
- Luis Muciño (* 1936), Radrennfahrer
- Héctor Quintanar (1936–2013), Komponist
- Onésimo Cepeda (1937–2022), mexikanischer Geistlicher, Bischof von Ecatepec
- Rodolfo Choperena (1937–1969), Basketballspieler
- Carlos Flores Marini (1937–2014), Architekt und Denkmalpfleger
- Rafael Heredia (1937–2021), Basketballspieler
- Sergio Jiménez (1937–2007), Schauspieler und Filmregisseur
- José Pedraza (1937–1998), Leichtathlet
- Eduardo Pesqueira Olea (* 1937), Politiker
- Carlos Prieto (* 1937), Cellist
- J. Francisco Serrano Cacho (* 1937), Architekt
- Arturo Warman (1937–2003), Ethnologe, Sozialanthropologe, Hochschullehrer und Politiker
- Edmundo de Alba Alcaraz (* 1938), Klimatologe
- Robert Graham (1938–2008), US-amerikanischer Bildhauer
- Carlos Monsiváis (1938–2010), Journalist, Kolumnist, Essayist, Kritiker und Historiker
- Rafael Osuna (1938–1969), Tennisspieler
- Roberto Salinas Price (1938–2012), Autor und Homer-Gelehrter
- José Luis Téllez (* 1938), Radrennfahrer
- René Cardona junior (1939–2003), Filmemacher und Schauspieler
- Manuel de Elías (* 1939), Komponist
- Alejandro Gertz Manero (* 1939), Politiker
- Alejandro Luna (1939–2022), Beleuchter und Bühnenbildner
- José Emilio Pacheco (1939–2014), Schriftsteller
- Rosie Reyes (1939–2024), Tennisspielerin
- Pedro Armendáriz junior (1940–2011), Schauspieler
- Arnaldo Coen (* 1940), Maler, Bildhauer, Illustrator und Bühnenbildner
- Ernesto Cortázar Jr. (1940–2004), klassischer Komponist und Pianist
- Jesús González Dávila (1940–2000), Schauspieler, Drehbuchautor, Dramaturg, Theater- und Filmregisseur
- Carlos Slim Helú (* 1940), Unternehmer und reichster Mann der Welt
- Pedro Rodríguez (1940–1971), Autorennfahrer
- José Sarukhán Kermez (* 1940), Biologe
- Hugo Stiglitz (* 1940), Schauspieler, Regisseur, Produzent und Drehbuchautor

### 1941–1950

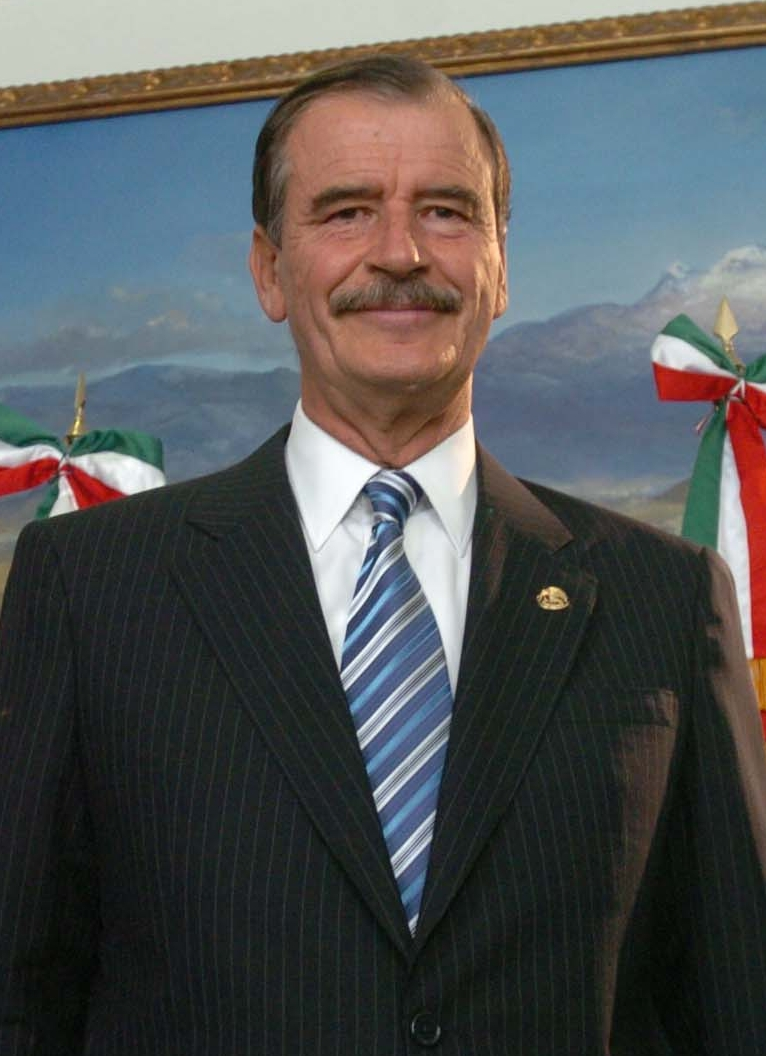
Vicente Fox
(* 1942)

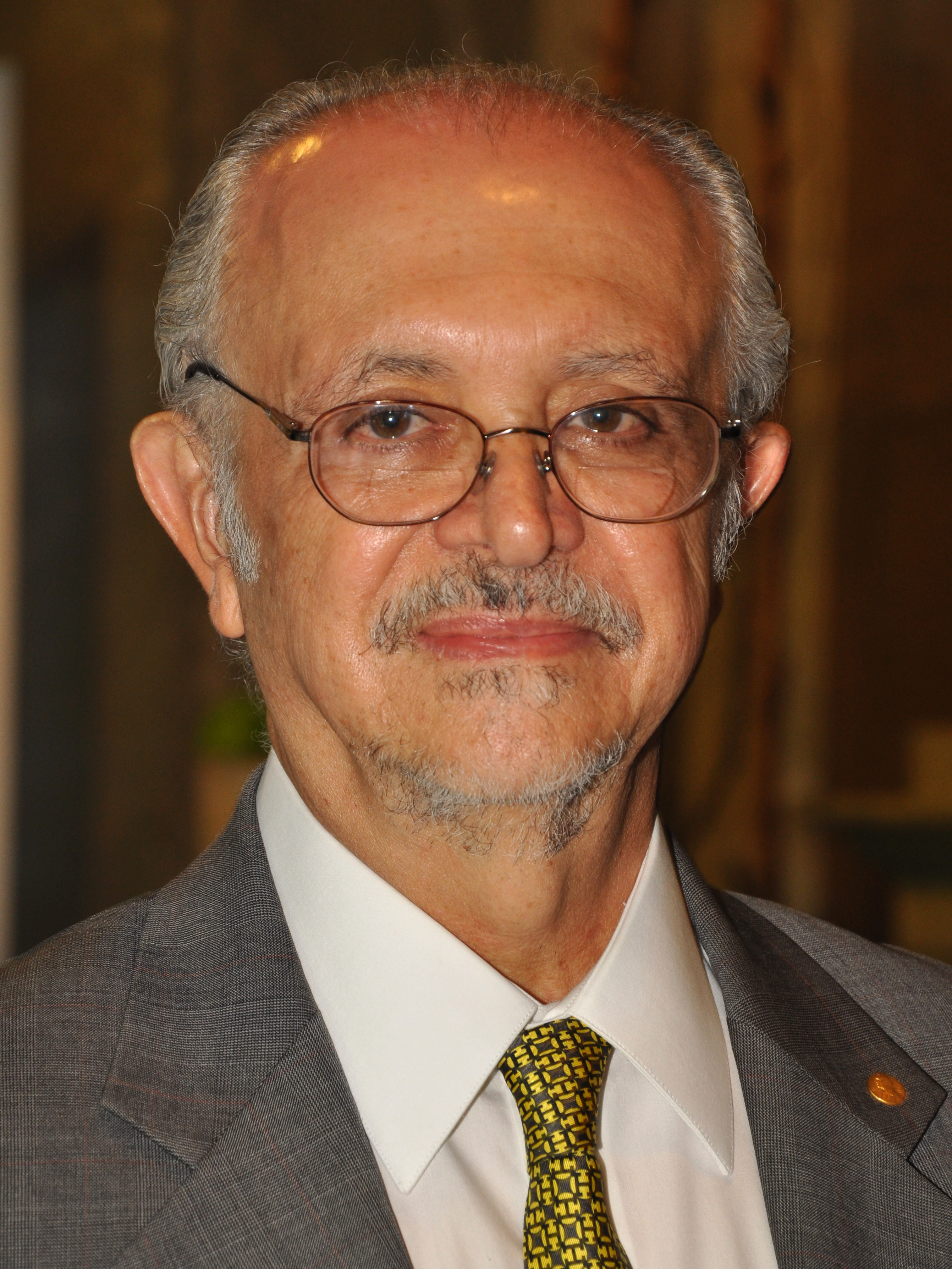
Mario J. Molina
(1943–2020)

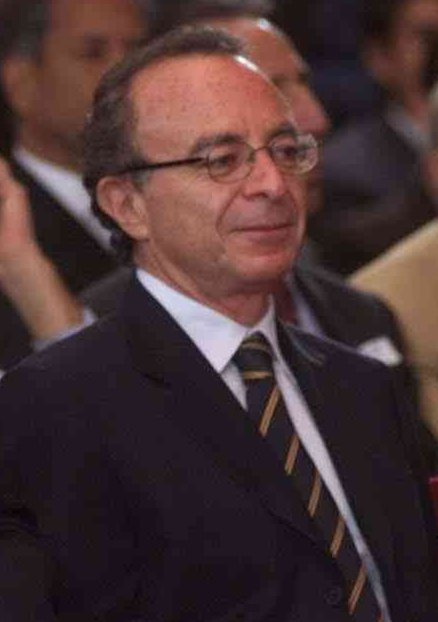
Guillermo Ortiz Martínez
(* 1948)

#### 1941–1945
- Juan Botella (1941–1970), Wasserspringer
- Rosario Green (1941–2017), Politikerin
- Nena von Schlebrügge (* 1941), Model der 1950er und 1960er Jahre
- Bernardo Sepúlveda Amor (* 1941), Jurist, Politiker und Diplomat
- Luis Estrada (* 1942), Fußballspieler
- Vicente Fox (* 1942), Politiker und von 2000 bis 2006 Präsident von Mexiko
- Eduardo Mata (1942–1995), Komponist
- Fernando González Gortázar (1942–2022), Architekt und Bildhauer
- Graciela Iturbide (* 1942), Fotografin
- Ricardo Rodríguez (1942–1962), Automobilrennfahrer
- Susana Alexander (* 1943), Schauspielerin[2]
- Julio Estrada (* 1943), Komponist und Musikwissenschaftler
- Mario Lavista (1943–2021), Komponist
- Mario J. Molina (1943–2020), Chemiker und Nobelpreisträger
- Arturo Ripstein (* 1943), Regisseur, Produzent und Drehbuchautor
- María Rojo (* 1943), Schauspielerin und Senatorin
- Louise Noëlle Gras de Mereles (* 1944), Kunsthistorikerin, Hochschullehrerin
- Alfredo Harp Helú (* 1944), Unternehmer
- Manuel Lapuente (* 1944), Fußballspieler und -trainer
- María Luisa Puga (1944–2004), Schriftstellerin
- Joaquín Rocha (* 1944), Boxer
- Helena Rojo (1944–2024), Schauspielerin
- Rubén Maturano (1945–2024), Fußballspieler und -trainer
- Héctor Sanabria (1945–2024), Fußballspieler und -trainer

#### 1946–1950
- Francisco José Barnés de Castro (* 1946), Chemieingenieur
- Federico Ibarra Groth (* 1946), Komponist
- Antonio Roldán (1946–1974), Boxer und Olympiasieger im Federgewicht von 1968
- Jesús Sarabia (* 1946), Radrennfahrer
- Jacob Bekenstein (1947–2015), israelisch-US-amerikanischer Physiker
- Roberto Brito (* 1947), Radrennfahrer
- Ricardo Delgado (* 1947), Boxer
- Bárbara Jacobs (* 1947), Schriftstellerin
- Michel Jourdain senior (* 1947), Autorennfahrer
- Abe Laboriel (* 1947), US-amerikanischer Bassist
- Marcelo Lara (* 1957), Tennisspieler
- Rubén Olivares (* 1947), Boxer
- Roberto Quintanilla (* 1947), Unternehmer und Autorennfahrer
- Guillermo Echevarría (1948–2021), Schwimmer
- Olivia Harrison (* 1948), Witwe des verstorbenen Beatles-Gitarristen George Harrison
- Lance Hool (* 1948), Filmregisseur und Filmproduzent
- José José (1948–2019), Schlagersänger
- Emilio Lozoya Thalmann (* 1948), Volkswirtschaftler und Politiker
- Guillermo Ortiz Martínez (* 1948), Ökonom
- Marta Randall (* 1948), Science-Fiction-Autorin
- Carlos Salinas de Gortari (* 1948), Politiker und Präsident Mexikos (1988–1994)
- Luis Amuchástegui Quesada (1949–1976), Fußballspieler
- Alma Guillermoprieto (* 1949), Journalistin
- Aurelio Nuño Morales (1949–2022), Architekt
- Santiago Oñate Laborde (* 1949), Politiker und Rechtsanwalt
- Carlos Ruiz Sacristán (* 1949), Wirtschaftsmanager und Politiker
- Francisco Araiza (* 1950), Opernsänger
- Laura Esquivel (* 1950), Autorin
- Raúl Gómez (1950–2025), Fußballspieler

### 1951–1960

#### 1951–1955

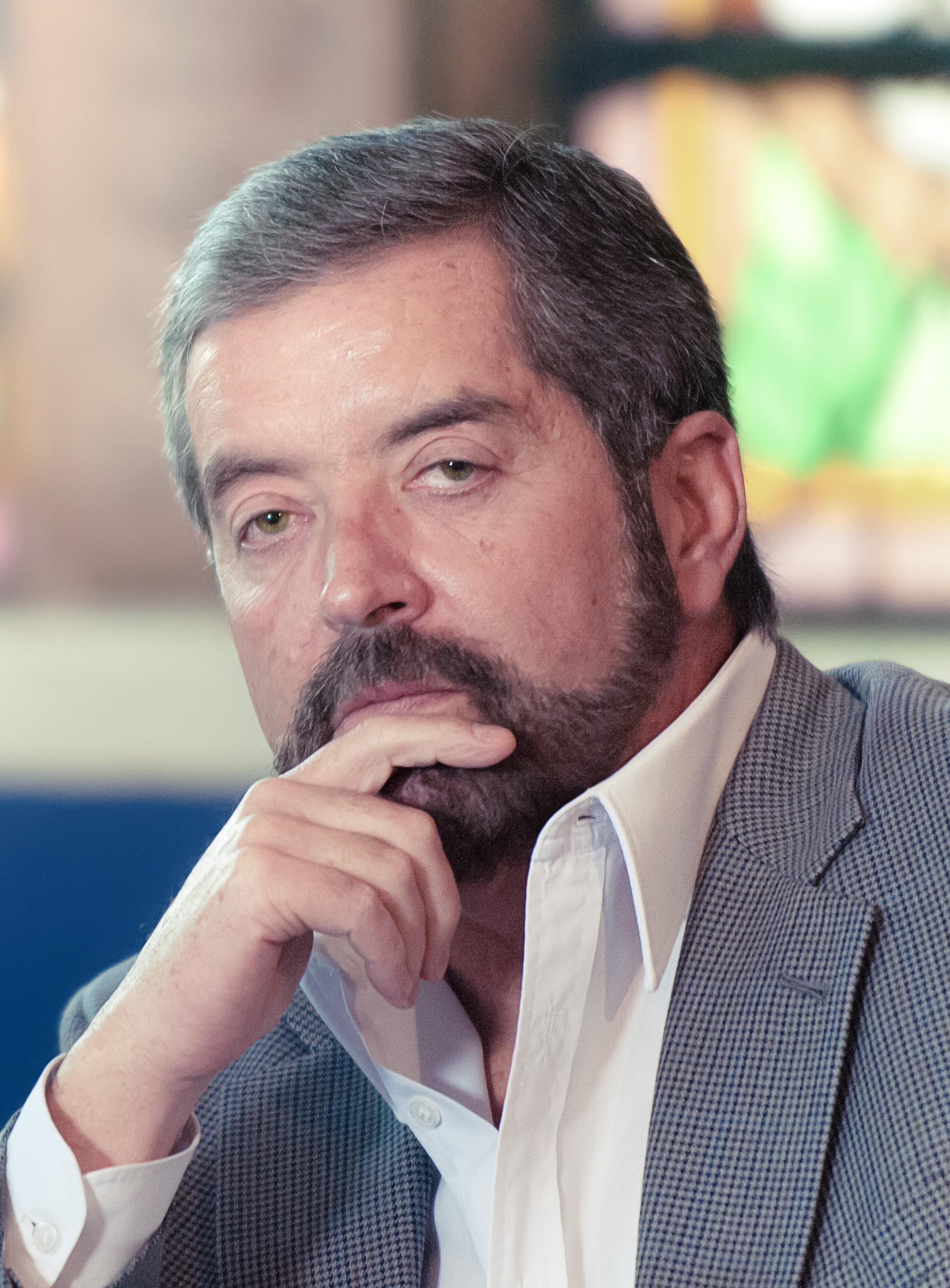
Juan Ramón de la Fuente Ramírez
(* 1951)

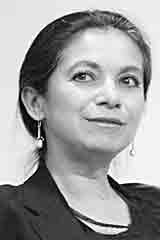
Carmen Boullosa
(* 1954)

- Juan Ramón de la Fuente Ramírez (* 1951), Politiker und Mediziner
- Alfredo Jiménez (1951–2022), Fußballspieler
- Manuel Marín (* 1951), Bildhauer
- Felipe Muñoz (* 1951), Schwimmer
- Alberto Ruy-Sánchez (* 1951), Schriftsteller
- Julio César Salcedo Aquino (* 1951), römisch-katholischer Geistlicher, Bischof von Tlaxcala
- Ernesto Zedillo Ponce de León (* 1951), Politiker und Ökonom
- Fernando Allende (* 1952), Schauspieler und Sänger
- Daniel Bautista (* 1952), Leichtathlet
- Isaac Broid Zajman (* 1952), Architekt und Designer
- Verónica Castro (* 1952), Schauspielerin, Sängerin und Moderatorin
- Leonardo Cuéllar (* 1952), Fußballspieler
- Cecilio Garza Limón (* 1952), Botschafter
- Manuel De Landa (* 1952), Schriftsteller, Künstler und Philosoph
- Tomás Boy (* 1953), Fußballspieler
- Jorge Castañeda (* 1953), Politiker, Publizist, Wissenschaftler und Außenminister
- Gregorio Cortés (* 1953), Fußballspieler
- Ignacio Flores (1953–2011), Fußballspieler
- Carmen Boullosa (* 1954), Schriftstellerin, Lyrikerin und Theaterautorin
- Clara de Buen Richkarday (* 1954), Architektin
- Hector Guerrero (* 1954), mexikanisch-amerikanischer Wrestler
- Luis Mandoki (* 1954), Filmregisseur und Produzent
- Enrique Norten (* 1954), Architekt
- Gabriel Quadri de la Torre (* 1954), Politiker
- María Teresa Ramírez (* 1954), Schwimmerin
- Eugenio Toussaint (1954–2011), Jazzpianist, Komponist und Arrangeur
- Alfonso Zamora (* 1954), Boxer
- Jesús Emmanuel Acha Martínez (* 1955), Musiker und Komponist
- Carlos Mac Gregor Ancinola (* 1955), Architekt
- Sabina Berman (* 1955), Schriftstellerin und Theaterregisseurin
- Myriam Moscona (* 1955), Dichterin, Journalistin und Übersetzerin
- Guillermo Navarro (* 1955), Kameramann und Fernsehregisseur
- María Cristina Orantes (* 1955), salvadorianische Lyrikerin
- Raúl Rojas (* 1955), Mathematiker und Informatiker

#### 1956–1960

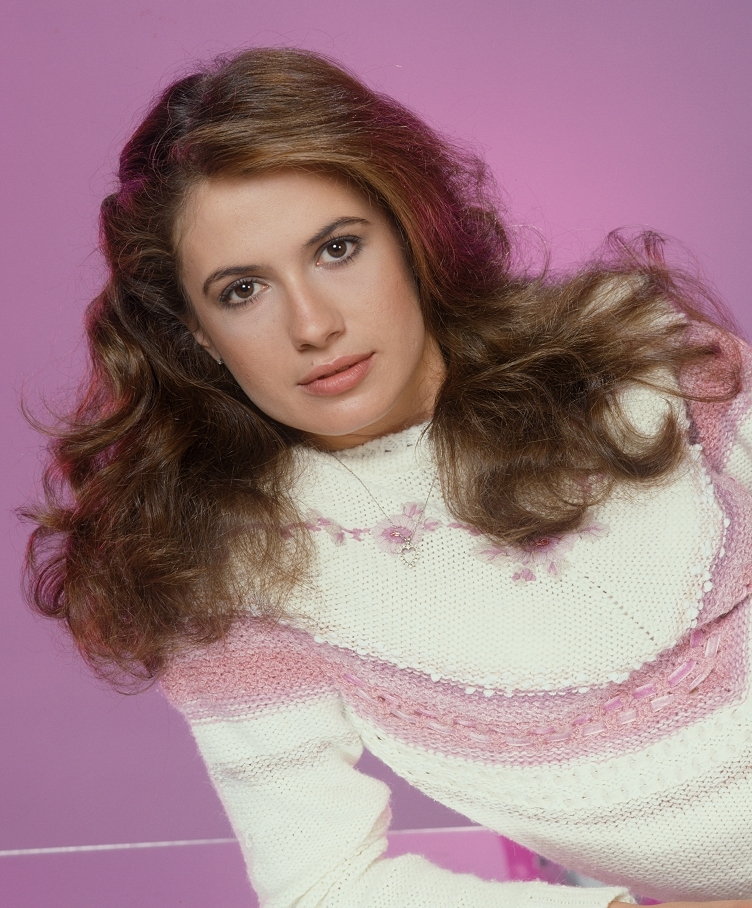
Ana Alicia
(* 1956)

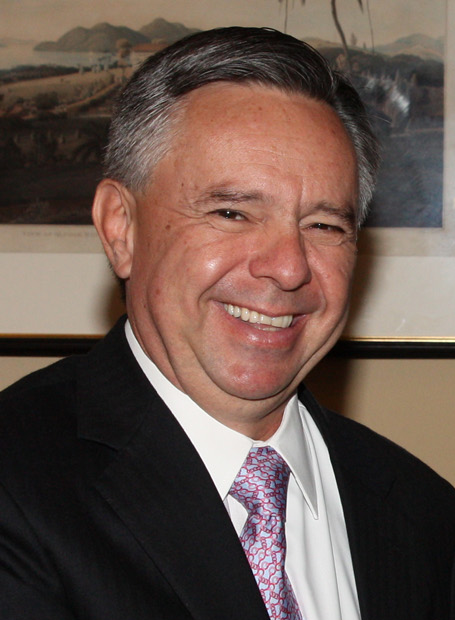
Eduardo Medina Mora
(* 1957)

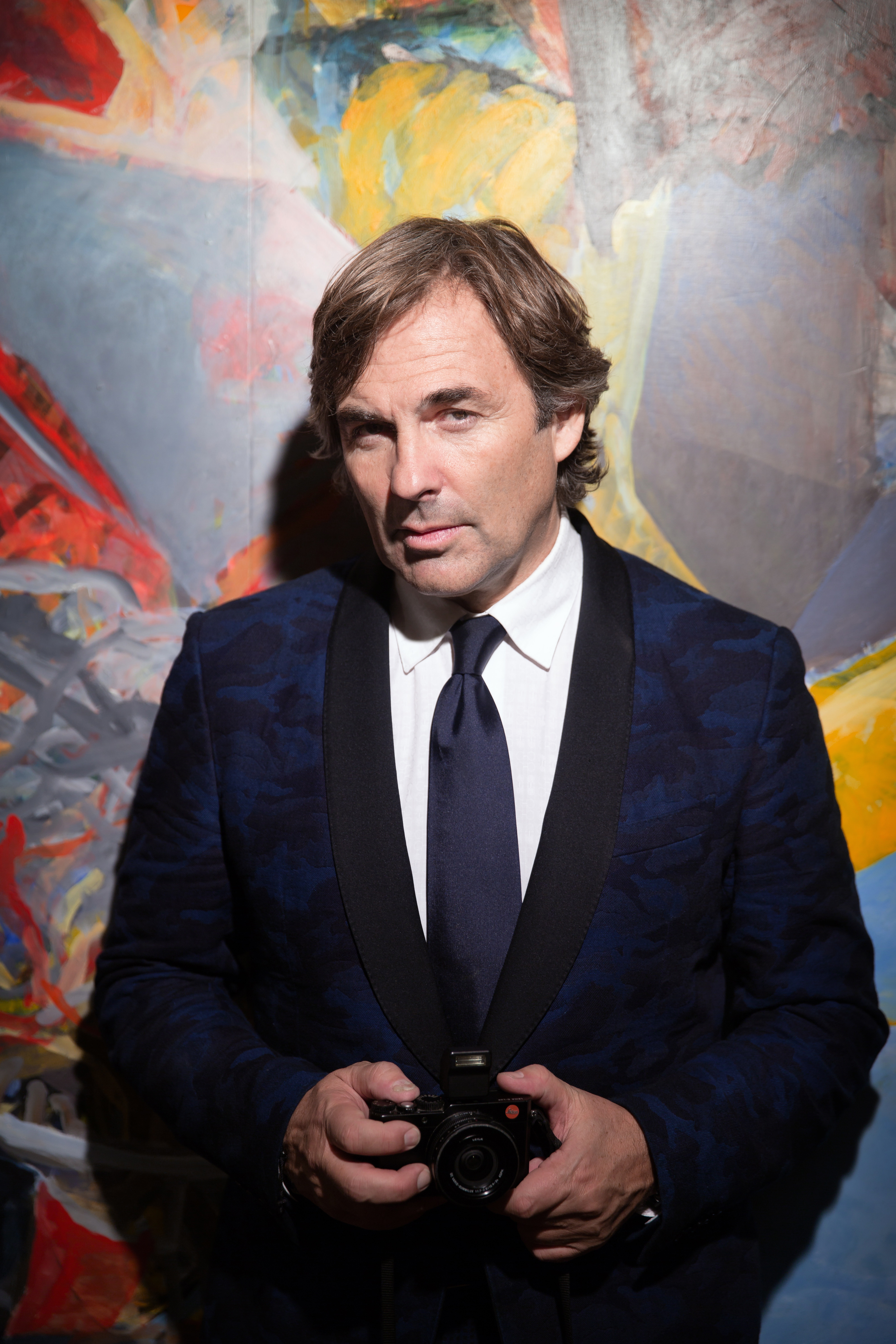
Hubertus von Hohenlohe
(* 1959)

- Ana Alicia (* 1956), US-amerikanische Schauspielerin
- Arturo Brizio Carter (* 1956), Fußballschiedsrichter
- Carla Estrada (* 1956), Fernsehproduzentin
- Cristóbal Ortega (1956–2025), Fußballspieler
- Knut Pani (* 1956), Maler und Bildhauer
- Héctor Rebaque (* 1956), Autorennfahrer
- Javier Sicilia (* 1956), Schriftsteller
- Javier Sordo Bringas (* 1956), Architekt
- Mario Alberto Trejo (* 1956), Fußballspieler
- Nora Volkow (* 1956), US-amerikanische Hirnforscherin, Suchtexpertin und Ur-Enkelin des russischen Revolutionsführers Leo Trotzki
- Samuel Zyman (* 1956), Komponist und Musikpädagoge
- Álvaro Corcuera (1957–2014), römisch-katholischer Theologe
- Miguel Ángel Gómez (* 1957), Fußballtrainer und -spieler
- Sergio Lugo (* 1957), Fußballspieler
- Esperanza Martínez-Romero (* 1957), Mikrobiologin und Genomforscherin
- Eduardo Medina Mora (* 1957), Politiker und Jurist
- Mario van Peebles (* 1957), Schauspieler und Regisseur
- Javier Aguirre Onaindía (* 1958), Fußballspieler und Fußballtrainer
- Guillermo Arriaga (* 1958), Schriftsteller, Drehbuchautor, Filmregisseur und -produzent
- Agustín Carstens (* 1958), mexikanischer Ökonom deutscher Herkunft
- Patricia Espinosa Cantellano (* 1958), Diplomatin und Politikerin
- Armando Manzo (* 1958), Fußballspieler
- Drori Mondlak (* 1958), US-amerikanischer Jazzmusiker
- Fernando de la Mora (* 1958), Opernsänger
- Hugo Sánchez (* 1958), Fußballspieler
- Luis Fernando Tena (* 1958), Fußballtrainer und -spieler
- Ernesto Canto (1959–2020), Geher und Olympiasieger
- Carlton Cuse (* 1959), US-amerikanischer Drehbuchautor und ausführender Produzent
- Marcelo Ebrard (* 1959), Politiker
- Juan Manuel Gómez Robledo (* 1959), Jurist und Diplomat
- Hubertus von Hohenlohe (* 1959), österreichischer Skirennläufer und Sänger
- Thomas Müller-Bahlke (* 1959), deutscher Historiker
- Víctor Rasgado (1959–2023), Komponist
- Daniela Romo (* 1959), Sängerin und Schauspielerin
- David Villalpando (* 1959), Schauspieler
- Norma Lucía Piña Hernández (* 1960), Juristin
- Alberto Kalach (* 1960), Architekt
- Stefan Litwin (* 1960), deutscher Pianist, Komponist und Musikpädagoge
- Arturo O’Farrill (* 1960), US-amerikanischer Jazzmusiker und Orchesterleiter
- Ramón Vargas (* 1960), Opernsänger
- Eduardo Yáñez (* 1960), mexikanisch-US-amerikanischer Schauspieler

### 1961–1970

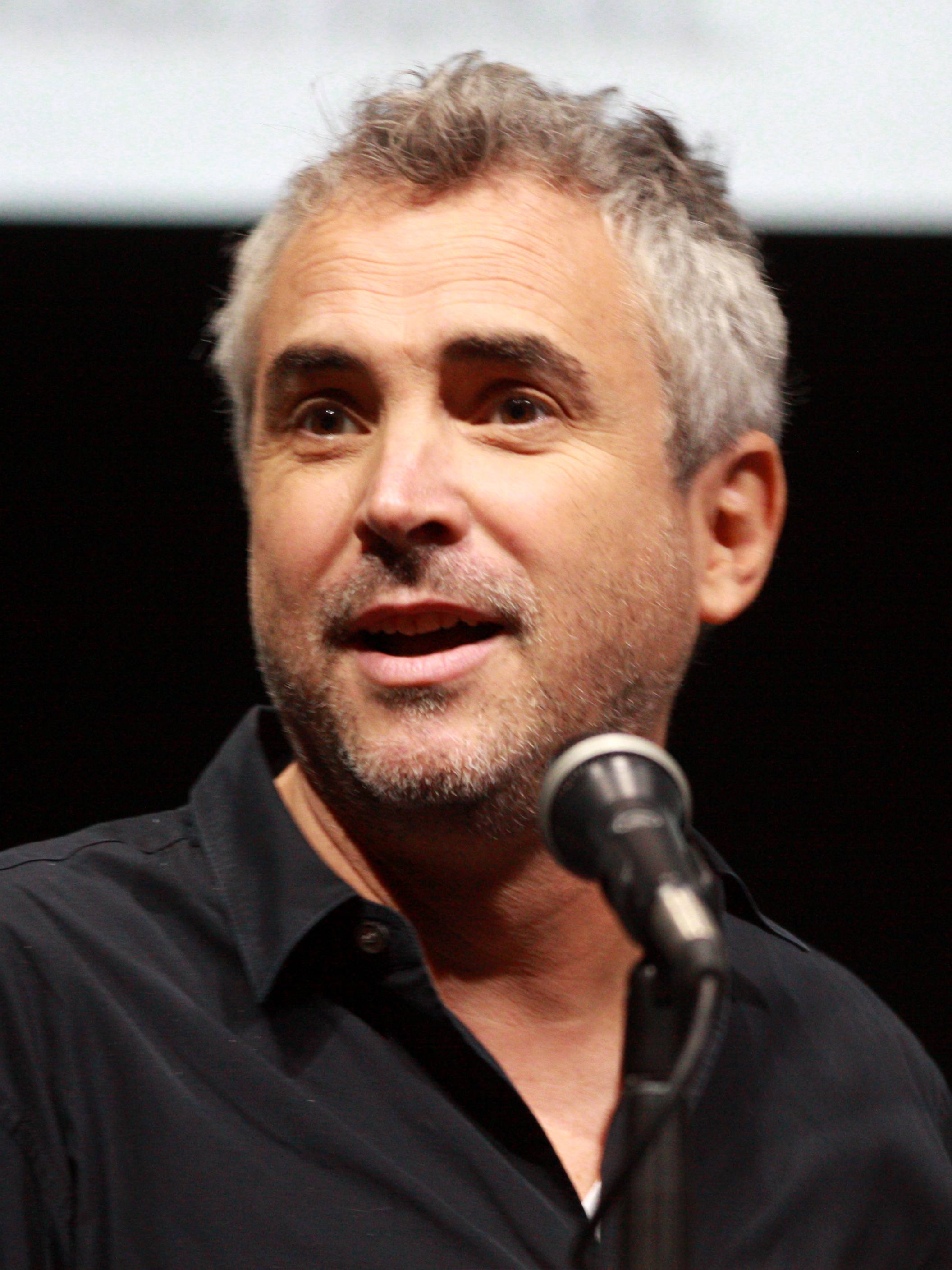
Alfonso Cuarón
(* 1961)

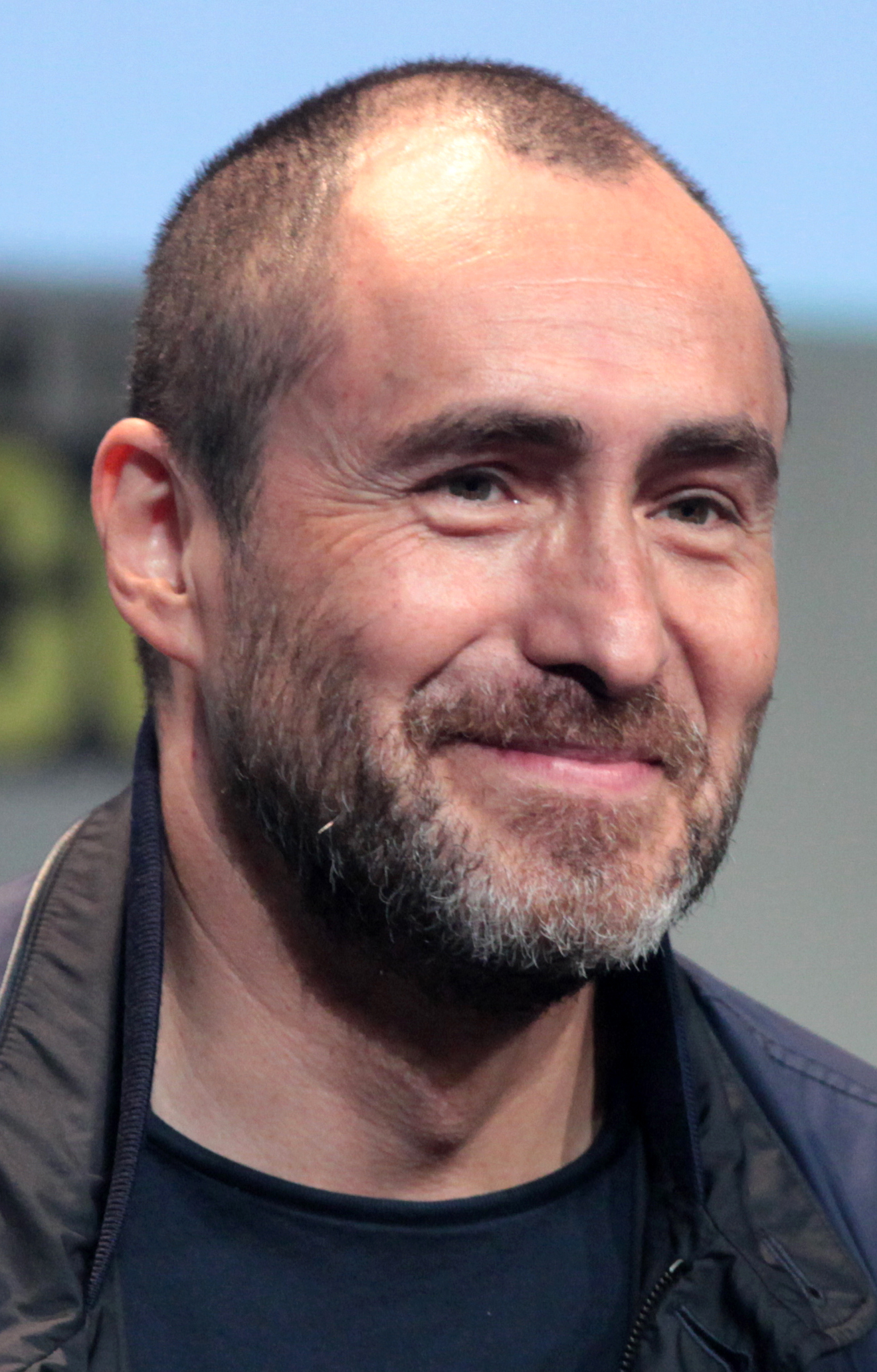
Demián Bichir
(* 1963)

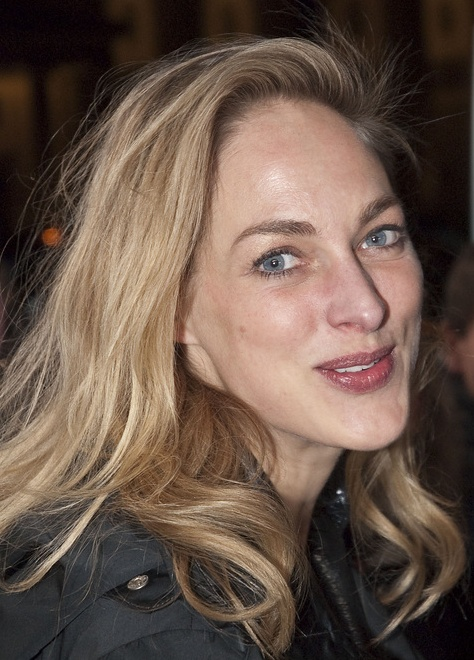
Sophie von Kessel
(* 1968)

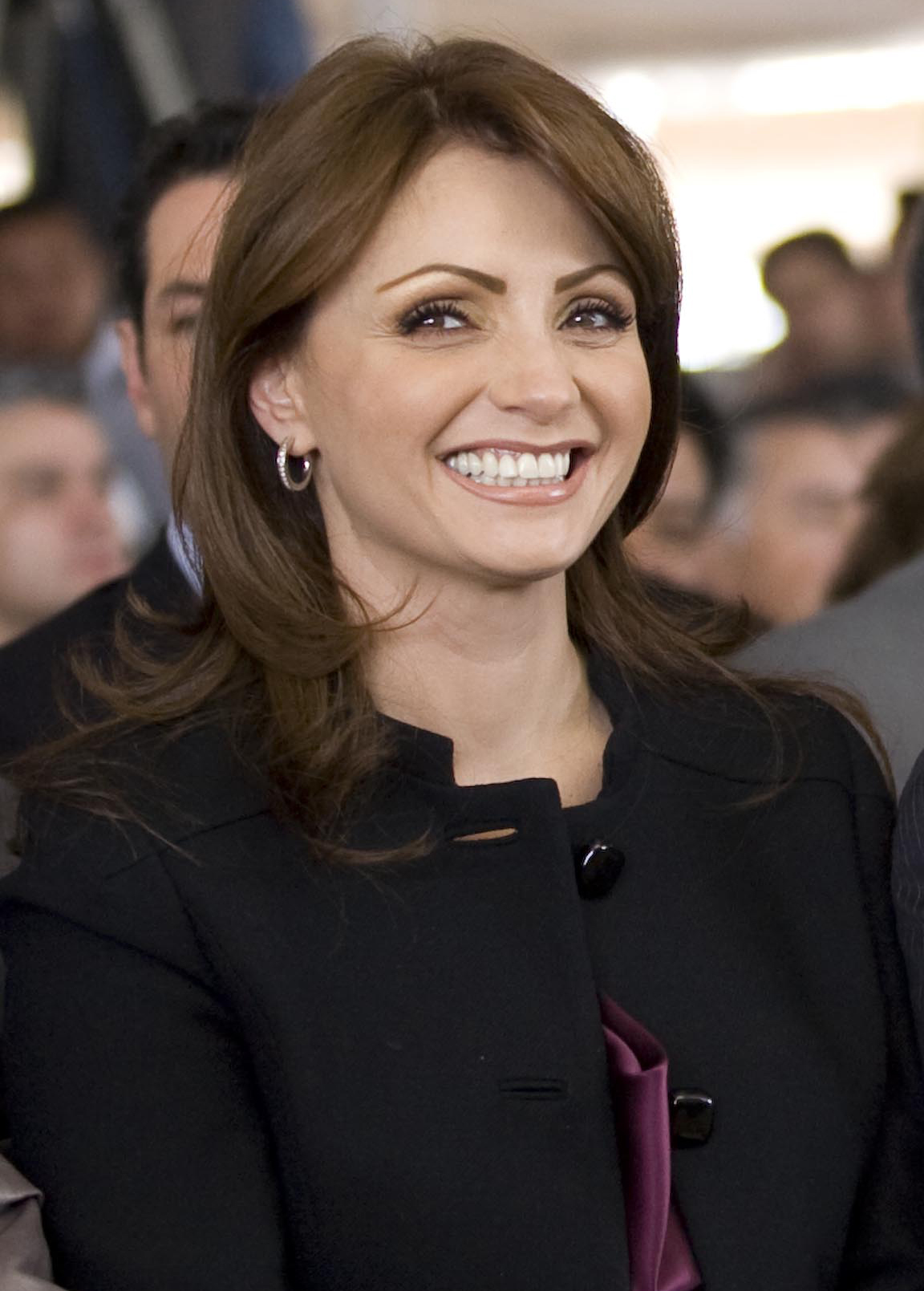
Angélica Rivera
(* 1969)

#### 1961–1965
- Alfonso Cuarón (* 1961), Filmregisseur, Drehbuchautor, Produzent und Filmeditor
- Alejandro Domínguez Escoto (* 1961), Fußballspieler
- Eduardo Sánchez-Zúber (* 1961), Geiger und Dirigent
- Jorge Estrada Solórzano (* 1961), katholischer Bischof von Gómez Palacio
- Luis Flores (* 1961), Fußballspieler und -trainer
- Josefina Vázquez Mota (* 1961), Politikerin und Ökonomin
- Arturo Barrios (* 1962), Leichtathlet
- Carlos Carsolio (* 1962), Bergsteiger
- Adrián Chávez (* 1962), Fußballspieler
- Juan Carlos Tello (* 1962), Architekt
- Christian Lahusen (* 1962), deutscher Soziologe und Professor
- Jaime Ordiales (* 1962), Fußballspieler
- Claudia Sheinbaum (* 1962), Wissenschaftlerin und Politikerin
- Arturo Zychlinsky (* 1962), Biologe
- María Asunción Aramburuzabala (* 1963), Unternehmerin
- Demián Bichir (* 1963), Schauspieler
- Lydia Cacho (* 1963), Aktivistin
- Víctor Carabés Chávez (* 1963), römisch-katholischer Ordensgeistlicher, Bischof von Tenancingo
- Alejandro González Iñárritu (* 1963), Filmregisseur, Drehbuchautor und Filmproduzent
- Luis Manuel López Alfaro (* 1963), römisch-katholischer Geistlicher, Bischof von Tapachula
- Adrián Fernández (* 1963), Autorennfahrer
- Ricardo Peláez (* 1963), Fußballspieler
- Raúl Servín (* 1963), Fußballspieler
- Daniel Aceves Villagran (* 1964), Ringer
- Carmen Aristegui (* 1964), Journalistin und Nachrichtensprecherin
- Miguel España (* 1964), Fußballspieler
- Emmanuel Lubezki (* 1964), Kameramann, Produzent und Regisseur
- Federico Navarrete (* 1964), Historiker
- Gabriela Ortiz (* 1964), Komponistin
- Rubén Ortiz Torres (* 1964), Fotograf, Maler, Grafiker, Video- und Multimediakünstler
- Ignacio Ambríz (* 1965), Fußballspieler und -trainer
- Rodrigo Prieto (* 1965), mexikanisch-US-amerikanischer Kameramann
- Carl Thiel (* 1965), US-amerikanischer Filmkomponist

#### 1966–1970
- Raúl Gutiérrez (* 1966), Fußballspieler und -trainer
- José Luis Salgado (* 1966), Fußballspieler
- Joel Sánchez (* 1966), Leichtathlet
- Luis Carlos Ugalde (* 1966), Präsident der Wahlbehörde
- Luis Roberto Alves (* 1967), Fußballspieler
- Félix Fernández (* 1967), Fußballtorhüter
- Alberto García Aspe (* 1967), Fußballspieler
- Leonardo Lavalle (* 1967), Tennisspieler
- Héctor López (1967–2011), Boxer
- Carlos Mercenario (* 1967), Geher
- Damián Ortega (* 1967), Fotograf und Installationskünstler
- Viviane Spethmann (* 1967), deutsche Politikerin
- Emilio Azcárraga Jean (* 1968), Unternehmer
- Genaro García Luna (* 1968), Politiker und Geheimdienstmitarbeiter
- Alejandra Guzmán (* 1968), Rock-Sängerin und Schauspielerin
- Sophie von Kessel (* 1968), deutsche Schauspielerin
- Ignacio Padilla (1968–2016), Schriftsteller
- Luis Miguel Salvador (* 1968), Fußballspieler
- Jorge Volpi (* 1968), Schriftsteller
- Mario Alberto Avilés (* 1969), römisch-katholischer Ordensgeistlicher, Weihbischof in Brownsville
- Juan de Dios Ramírez Perales (* 1969), Fußballspieler
- Luis García Postigo (* 1969), Fußballspieler
- Beatriz Gutiérrez Müller (* 1969), Historikerin und Schriftstellerin
- Adela Noriega (* 1969), Schauspielerin
- Angélica Rivera (* 1969), Schauspielerin und Primera Dama de México
- Sergio Bernal (* 1970), Fußballtorwart
- Fernando Eimbcke (* 1970), Filmregisseur und Drehbuchautor
- Miguel Ángel González (* 1970), Boxer
- Adrián Martínez (* 1970), Fußballspieler
- Joel Sotelo Villalobos (* 1970), Volleyball- und Beachvolleyballspieler sowie Trainer

### 1971–1980

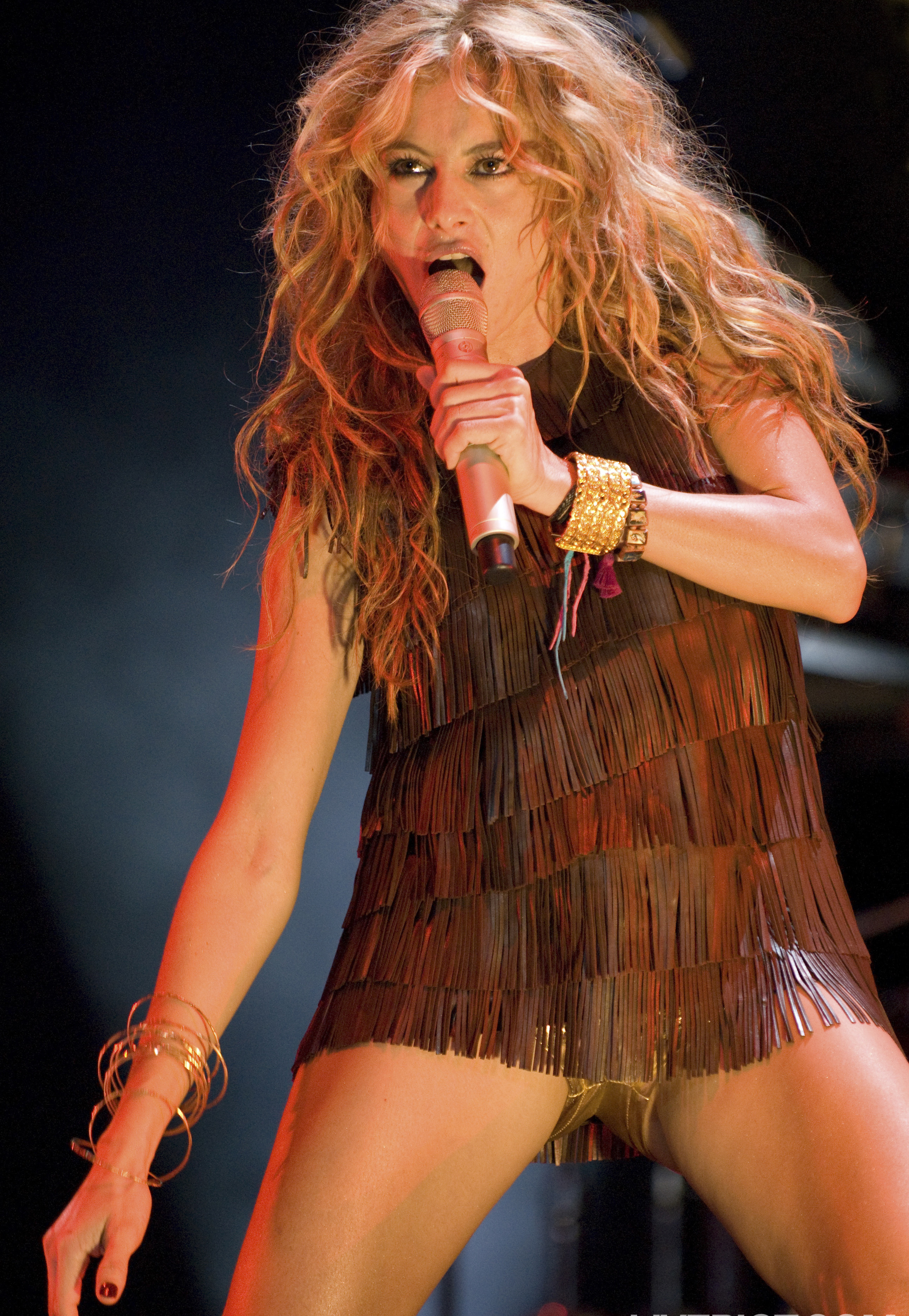
Paulina Rubio
(* 1971)

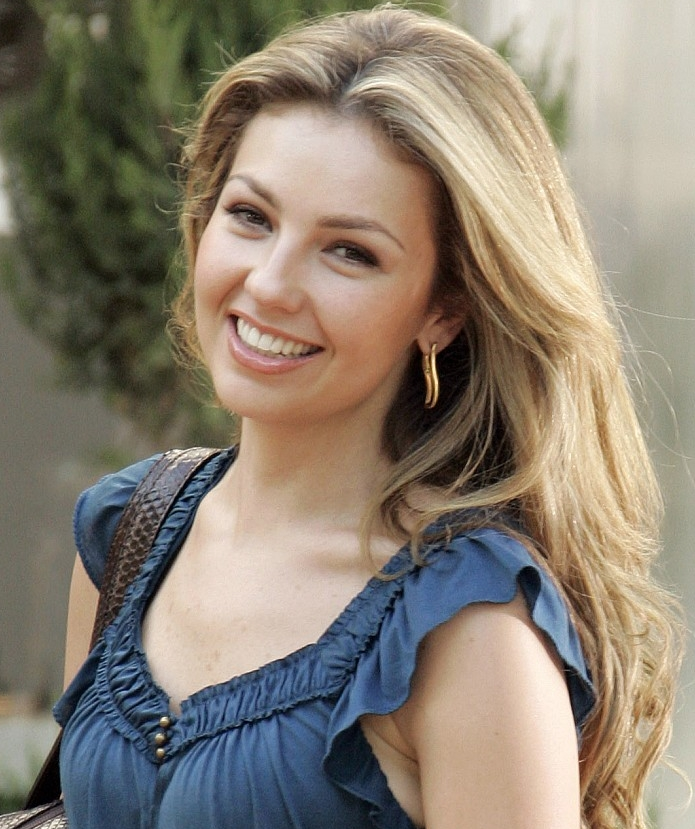
Thalía
(* 1971)

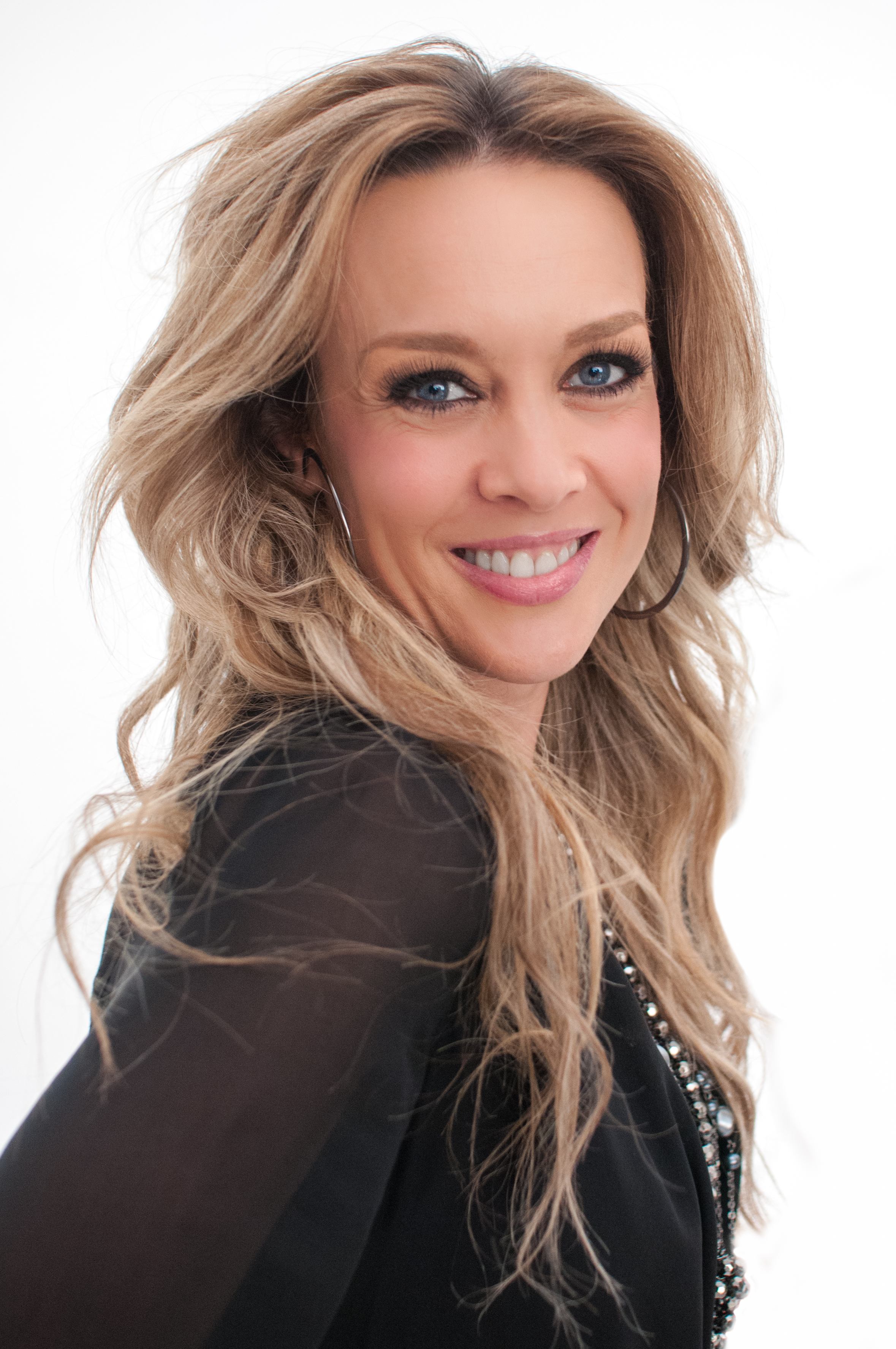
Fey
(* 1973)

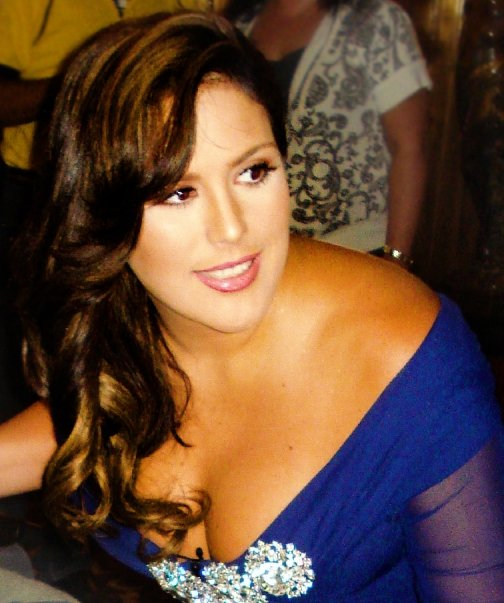
Angélica Vale
(* 1975)

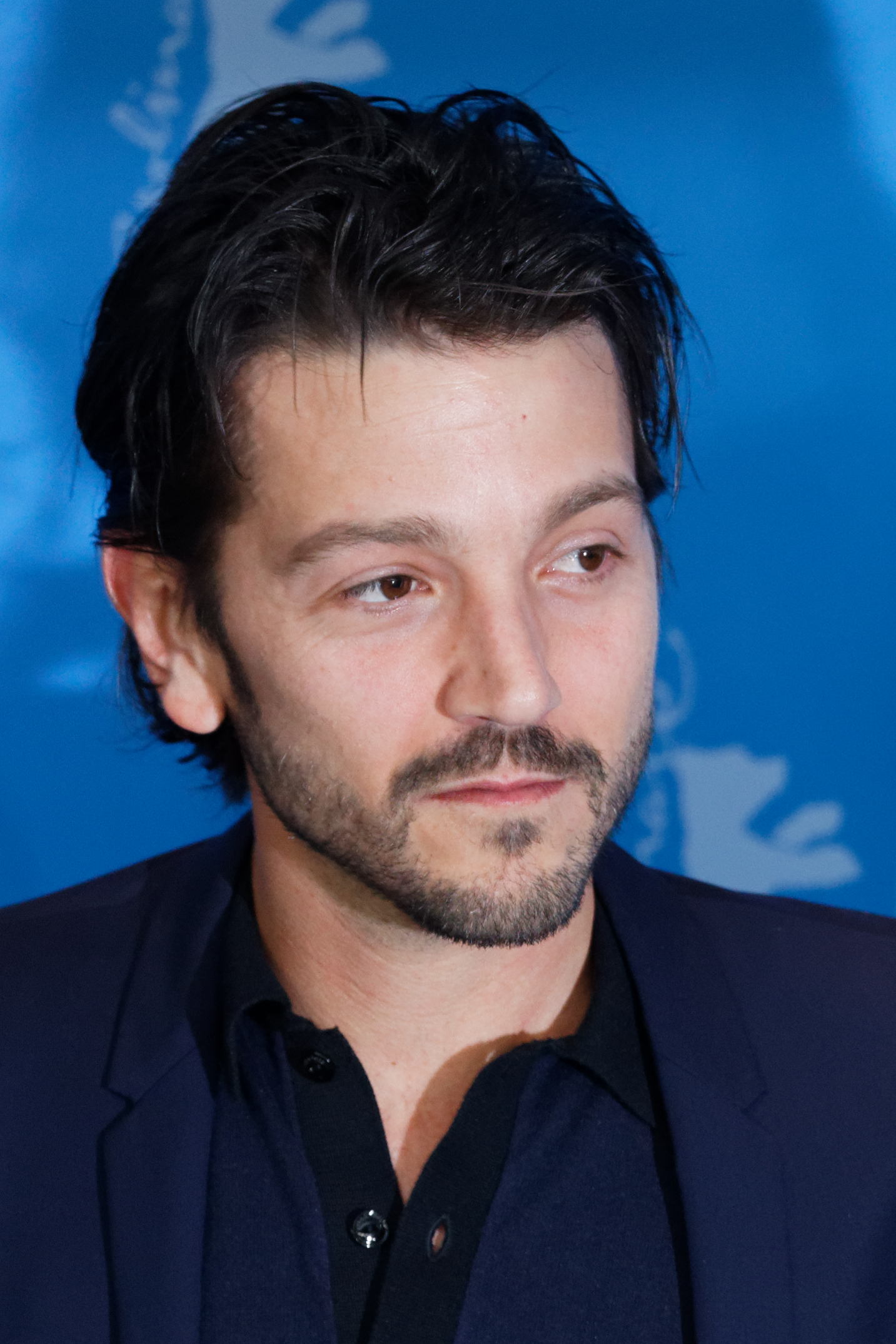
Diego Luna
(* 1979)

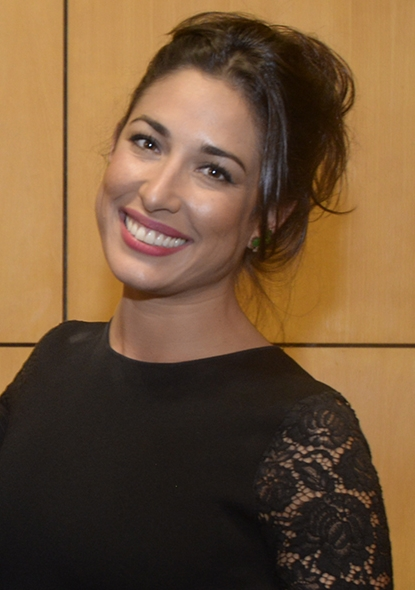
Giselle Itié
(* 1982)

#### 1971
- Alejandra Barros (* 1971), Schauspielerin
- José Francisco Gabriel de Anda (* 1971), Fußballspieler
- Daniel García (* 1971), Geher
- Salvador González Morales (* 1971), katholischer Geistlicher, Weihbischof in Mexiko-Stadt
- Carlos Reygadas (* 1971), Filmregisseur, Drehbuchautor und Produzent
- Paulina Rubio (* 1971), Schauspielerin und Sängerin
- Antonio Sánchez (* 1971), Jazzschlagzeuger
- Thalía (* 1971), Schauspielerin und Pop-Sängerin

#### 1972
- Kate del Castillo (* 1972), Schauspielerin
- Hector Hugo (* 1972), Schauspieler
- Miguel de Icaza (* 1972), Software-Entwickler, Mitbegründer der Firma Ximian und des Mono-Projektes
- Claudia Ruiz Massieu (* 1972), Politikerin
- Eduardo Medina Santillán (* 1972), Fußballspieler
- Rolando Villazón (* 1972), mexikanisch-französischer Opernsänger
- Roberto Yenny García (* 1972), römisch-katholischer Bischof von Ciudad Valles

#### 1973
- Vanessa Bauche (* 1973), Schauspielerin und Filmproduzentin
- Cuauhtémoc Blanco (* 1973), Fußballspieler
- Fey (* 1973), Sängerin
- Mathias Hinke (* 1973), Komponist
- Raúl Lara (* 1973), Fußballspieler
- Juan Manuel Márquez (* 1973), Boxer
- Guadalupe Nettel (* 1973), Schriftstellerin
- Roberto Orci (1973–2025), Drehbuchautor und Filmproduzent
- David Oteo (* 1973), Fußballspieler
- Francisco Palencia (* 1973), Fußballspieler
- Luis Pérez Raygosa (* 1973), katholischer Geistlicher, Weihbischof in Mexiko-Stadt
- Óscar Pérez Rojas (* 1973), Fußballtorhüter
- David Roditi (* 1973), Tennisspieler
- Marco Antonio Rodríguez Moreno (* 1973), Fußballschiedsrichter
- Carlos Enrique Samaniego López (* 1973), katholischer Geistlicher, Weihbischof in Mexiko-Stadt
- Manuel Sol (* 1973), Fußballspieler
- Isaac Terrazas (* 1973), Fußballspieler
- Germán Villa (* 1973), Fußballspieler

#### 1974
- Enrique Alfaro (* 1974), Fußballspieler
- Alberto Rodríguez Barrera (* 1974), Fußballspieler
- Marco Antonio Barrera (* 1974), Boxer
- Fernanda Canales (* 1974), Architektin
- Roberto García Orozco (* 1974), Fußballschiedsrichter
- Rafael García Torres (* 1974), Fußballspieler
- Juventud Guerrera (* 1974), Wrestler
- Belem Guerrero Méndez (* 1974), Radsportlerin
- Israel López (* 1974), Fußballspieler
- Braulio Luna (* 1974), Fußballspieler
- Marina de Tavira (* 1974), Schauspielerin

#### 1975
- Miguel Acosta Moreno (* 1975), Fußballspieler
- Salvador Carmona (* 1975), Fußballspieler
- Itatí Cantoral (* 1975), Schauspielerin[3]
- Mario Domínguez (* 1975), Autorennfahrer
- Ona Grauer (* 1975), Schauspielerin
- Emilio Lozoya Austin (* 1975), Volkswirtschaftler und Politiker
- Rafael Márquez (* 1975), Boxer
- Jacques Passy (* 1975), Fußballtrainer
- Angélica Vale (* 1975), Schauspielerin und Sängerin

#### 1976
- Santiago Baños (* 1976), Fußballtrainer und -spieler
- Michel Jourdain junior (* 1976), Autorennfahrer
- Manuel Ríos (* 1976), Fußballspieler
- Margarita Tapia (* 1976), Langstreckenläuferin
- Grettell Valdéz (* 1976), Schauspielerin

#### 1977
- Luis Díaz (* 1977), Autorennfahrer
- Soraya Jiménez Mendivil (1977–2013), Gewichtheberin
- Aarón Padilla Mota (* 1977), Fußballspieler
- Israel Vázquez (1977–2024), Boxer

#### 1978
- Kuno Becker (* 1978), Schauspieler
- Maribel Domínguez (* 1978), Fußballspielerin
- Pablo Garibay (* 1978), Gitarrist
- Rachel Joyce (* 1978), britische Triathletin

#### 1979
- Mayte Chávez (* 1979), Fußballschiedsrichterassistentin
- Frida Escobedo (* 1979), Architektin
- Jaime Lozano (* 1979), Fußballspieler
- Diego Luna (* 1979), Schauspieler und Tänzer
- Margarita Magaña (* 1979), Schauspielerin und Model
- Édgar Sosa (* 1979), Boxer
- Gerardo Torrado (* 1979), Fußballspieler

#### 1980
- Israel Castro (* 1980), Fußballspieler
- José Antonio Castro González (* 1980), Fußballspieler
- Fátima Leyva (* 1980), Fußballspielerin
- Nicolás Pereda (* 1980 oder 1982), Regisseur
- Héctor Reynoso (* 1980), Fußballspieler

### 1981–1990

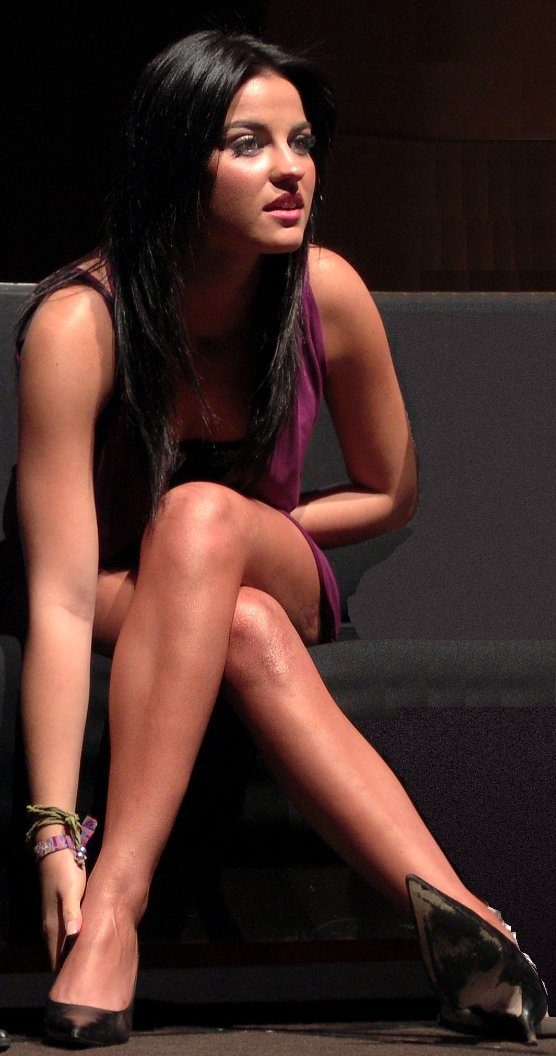
Maite Perroni
(* 1983)

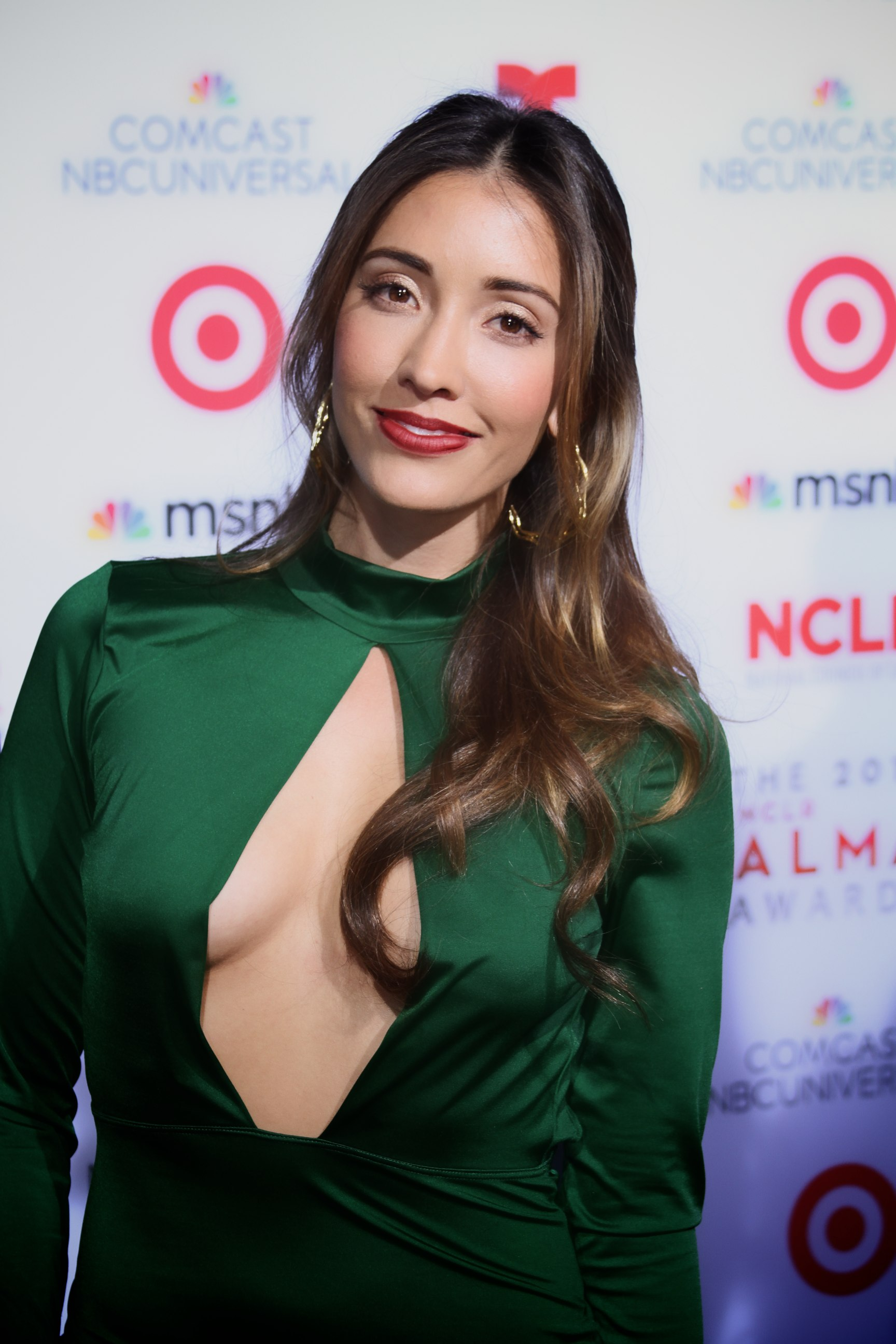
Fernanda Romero
(* 1983)

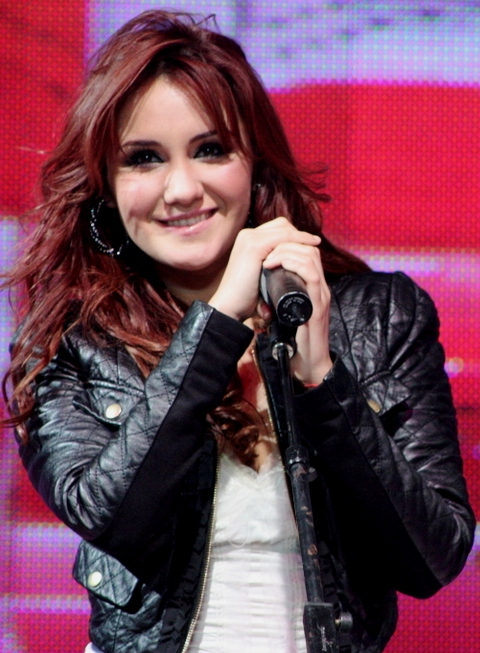
Dulce María
(* 1985)

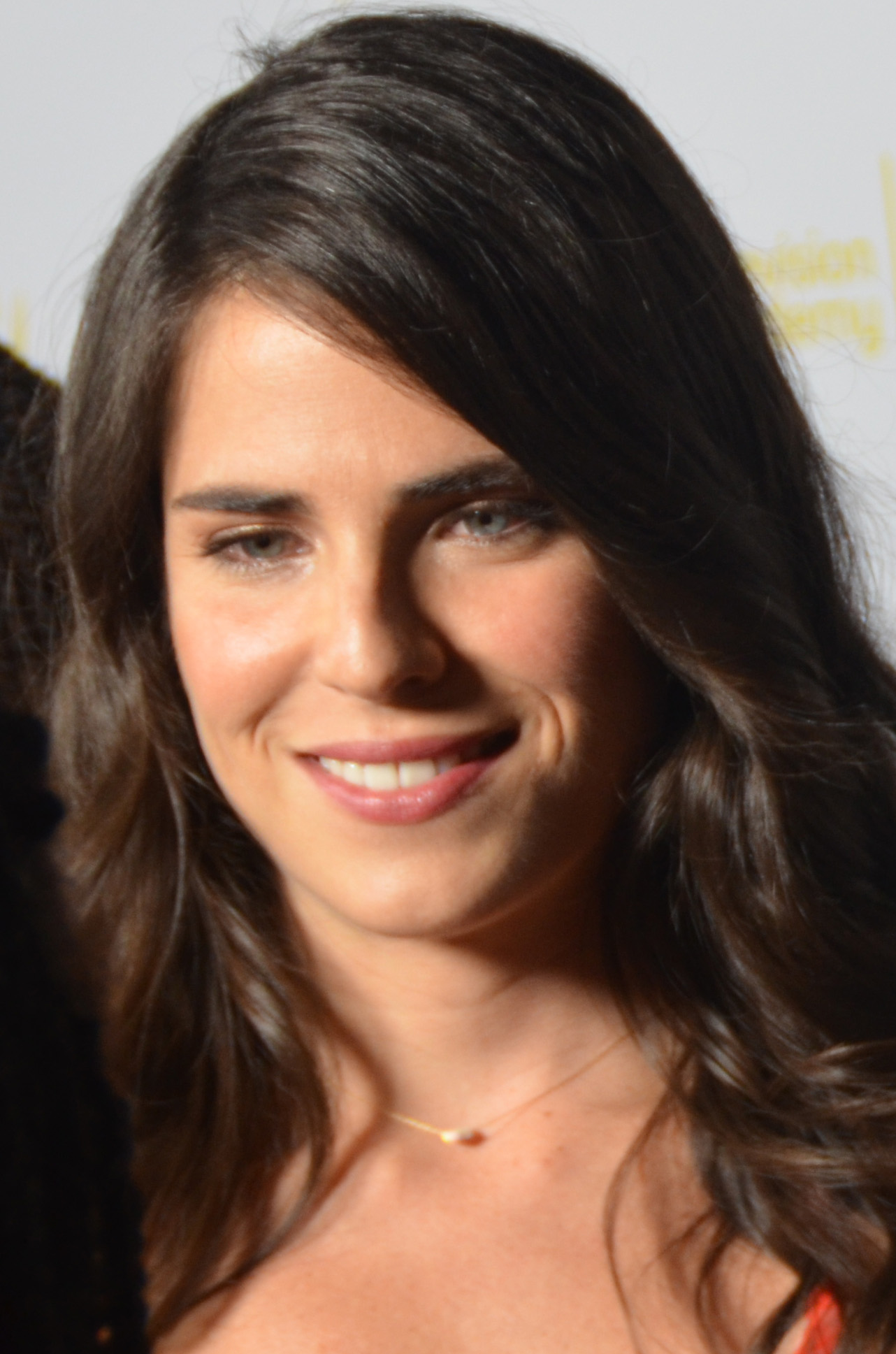
Karla Souza
(* 1985)

#### 1981–1985
- Diego Martínez (* 1981), Fußballspieler
- Israel Martínez (* 1981), Fußballspieler
- Alejandro Palacios (* 1981), Fußballtorwart
- Marco Antonio Palacios (* 1981), Fußballspieler
- Luis Ernesto Pérez (* 1981), Fußballspieler
- Memo Rojas (* 1981), Autorennfahrer
- Óscar Adrián Rojas (* 1981), Fußballspieler
- Maya Zapata (* 1981), Schauspielerin
- Miguel Almazán (* 1982), Fußballspieler
- Francisco Angelini (* 1982), Schauspieler
- Lila Avilés (* 1982), Filmregisseurin, Drehbuchautorin und Filmproduzentin
- Natalia Cordova-Buckley (* 1982), mexikanisch-US-amerikanische Schauspielerin
- Aarón Galindo (* 1982), Fußballspieler
- Giselle Itié (* 1982), mexikanisch-brasilianische Fernsehschauspielerin
- Místico (* 1982), Wrestler
- Mario Pérez Zúñiga (* 1982), Fußballspieler
- Gonzalo Pineda (* 1982), Fußballspieler
- Bernardo Colex junior (* 1983), Radrennfahrer
- Felipe Colombo (* 1983), Schauspieler und Musiker
- Adrián Cortés (* 1983), Fußballspieler
- Bruno Echagaray (* 1983), Tennisspieler
- Fernando Espinosa Barrera (* 1983), Fußballspieler
- The Flexican (* 1983), niederländischer DJ
- Fernando Hernández (* 1983), Fußballschiedsrichter
- Roberto Nurse (* 1983), Fußballspieler
- Maite Perroni (* 1983), Sängerin und Schauspielerin
- Fernanda Romero (* 1983), Schauspielerin und Sängerin
- Ignacio Sarabia Díaz (* 1983), Radrennfahrer
- Édgar Gerardo Lugo (* 1984), Fußballspieler
- Juan Carlos Salgado (* 1984), Boxer
- Francisco Vargas (* 1984), Boxer
- Gloria Aura (* 1985), Schauspielerin und Sängerin
- Salvador Durán (* 1985), Automobilrennfahrer
- Moisés Fuentes (1985–2022), Boxer
- Eréndira Ibarra (* 1985), Schauspielerin
- Dulce María (* 1985), Sängerin
- Cinia Schriber (* 1985), Schweizer Politikerin (Grüne)
- Karla Souza (* 1985), Schauspielerin
- Natalia Téllez (* 1985), Fernsehmoderatorin und Schauspielerin

#### 1986–1990
- Daniela Campuzano (* 1986), Mountainbikerin
- Eva Espejo (* 1986), Fußballtrainerin
- Efraín Velarde (* 1986), Fußballspieler
- Jorge Comensal (* 1987), Schriftsteller
- Alejandro Castro Flores (* 1987), Fußballspieler
- Juan Pablo Garcia (* 1987), Automobilrennfahrer
- José Joaquín Martínez (* 1987), Fußballspieler
- Bárbara de Regil (* 1987), Schauspielerin
- Carlos López Estrada (* 1988), US-amerikanisch-mexikanischer Regisseur
- Efraín Juárez (* 1988), Fußballspieler
- Ignacio Quintana (* 1988), Fußballtrainer
- Aída Román (* 1988), Bogenschützin
- César Villaluz (* 1988), Fußballspieler
- Carmen Aub (* 1989), Schauspielerin
- David Cabrera (* 1989), Fußballspieler
- María Guadalupe González (* 1989), Geherin
- Fernando Navarro Morán (* 1989), Fußballspieler
- Diego Boneta (* 1990), Schauspieler und Sänger
- Eiza González (* 1990), Schauspielerin und Sängerin
- Pablo Sánchez López (* 1990), Rennfahrer
- Rey Vargas (* 1990), Boxer

### 1991–2000
- David Izazola (* 1991), Fußballspieler
- Stephany Mayor (* 1991), Fußballspielerin
- Lino Muñoz (* 1991), Badmintonspieler

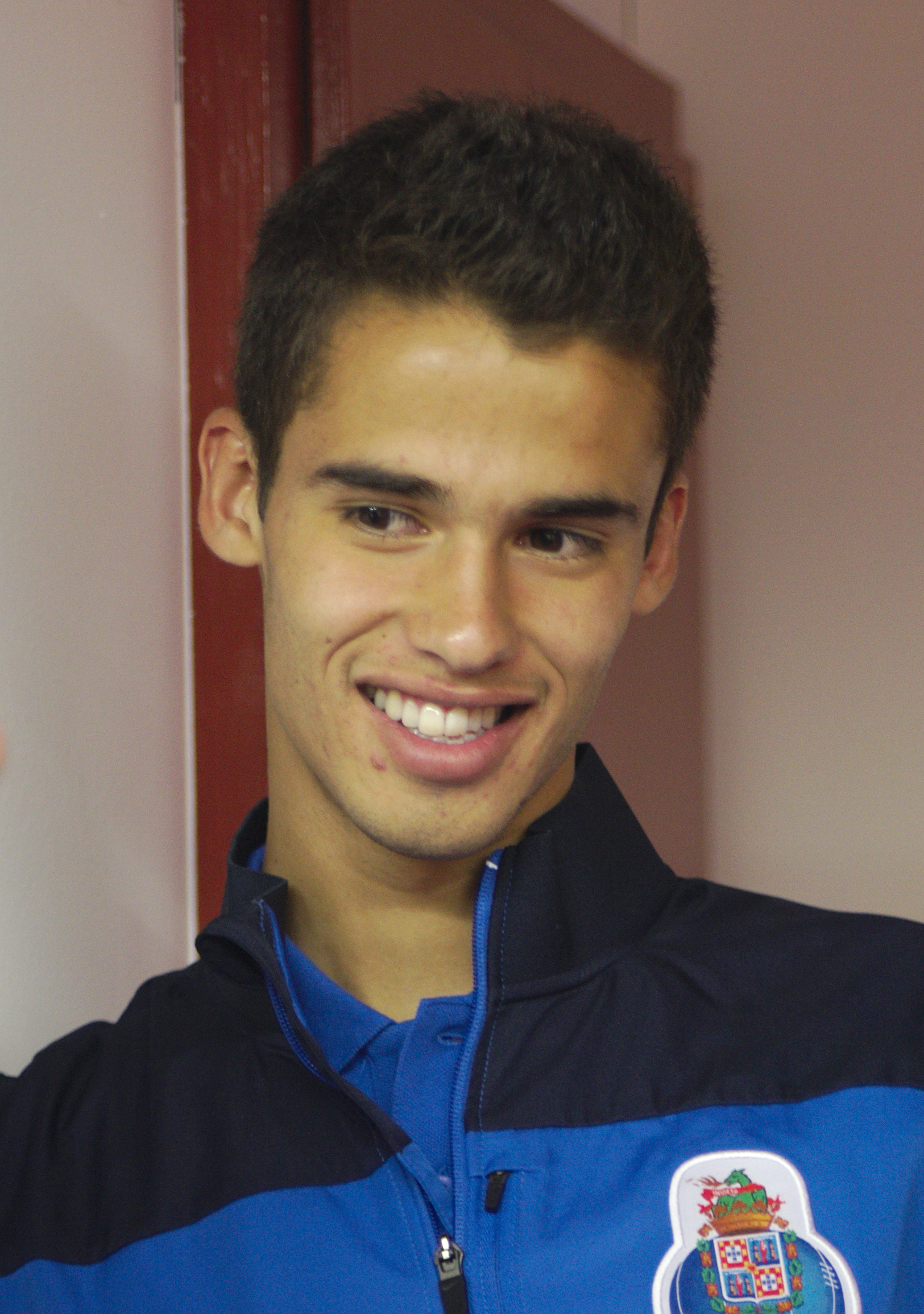
Diego Antonio Reyes
(* 1992)

- Carlos Emilio Orrantía (* 1991), Fußballspieler
- Kenti Robles (* 1991), Fußballspielerin
- Dieter Villalpando (* 1991), Fußballspieler
- Diego Calva (* 1992), Schauspieler
- Paulina Gaitán (* 1992), Schauspielerin
- Nicki Prian (* 1992), Schauspielerin mit mexikanisch-US-amerikanischer Doppelstaatsbürgerschaft
- Diego Antonio Reyes (* 1992), Fußballspieler
- Daniela Bobadilla (* 1993), mexikanisch-kanadische Schauspielerin
- Majo Aguilar (* 1994), Sängerin und Songwriterin
- Fernando Rubén González (* 1994), Fußballspieler
- Santiago Ormeño (* 1994), mexikanisch-peruanischer Fußballspieler
- Andrés Urrea (* 1994), kolumbianischer Tennisspieler
- Hirving Lozano (* 1995), Fußballspieler
- Danna Paola (* 1995), Sängerin und Schauspielerin
- Orbelín Pineda (* 1996), Fußballspieler
- Daniel Ríos (* 1995), Fußballspieler
- Deheny Rodríguez (* 1995), Fußballspielerin
- Renata Zarazúa (* 1997), Tennisspielerin
- Jorge Pérez (* 1998), Eishockeyspieler
- Ricardo Marín Sánchez (* 1998), Fußballspieler
- Karol Sevilla (* 1999), Schauspielerin und Sängerin
- Paty Maqueo (* 2000), Schauspielerin

## 21. Jahrhundert
- Alejandro Apud (* 2001), Eishockeyspieler
- Benjamín Galdames (* 2001), mexikanisch-chilenischer Fußballspieler
- José Castillo Pérez (* 2001), Fußballspieler
- Alejandro García (* 2003), Rennfahrer
- Alessandro Cantele Fink (* 2004), Skirennläufer
- Osmar Olvera (* 2004), Wasserspringer

## Geburtsjahr unbekannt
- Elizabeth Arciniega (* 20. Jh.), Schauspielerin und Wahlschweizerin
- David Fernandez, US-amerikanischer Tänzer und Choreograph
- Billy Sprowls (1936–2024), Autorennfahrer
- Montse Alvarado, mexikanisch-US-amerikanische Journalistin und Moderatorin